# Rettungsboot (Einsatzmittel)

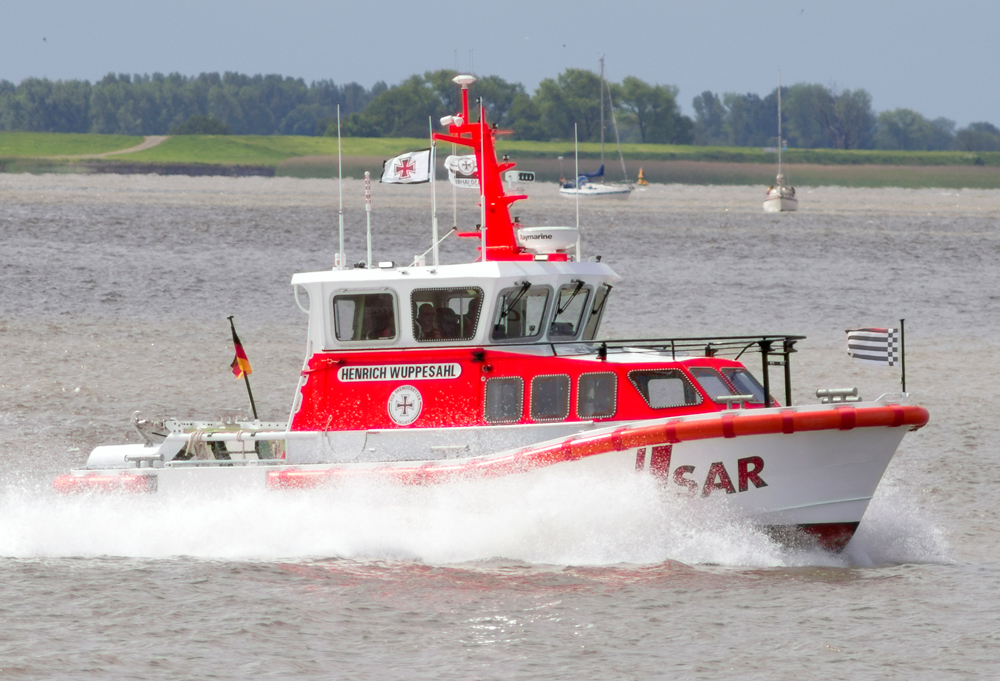
Seenotrettungsboot der DGzRS

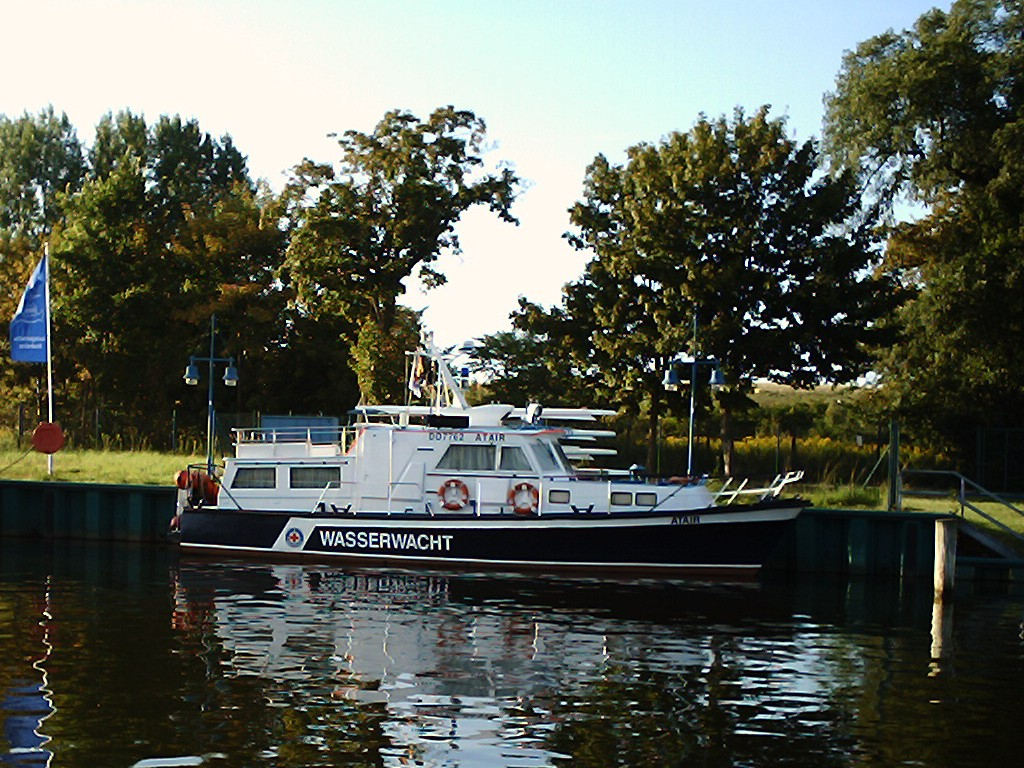
Motorrettungsboot der DRK-Wasserwacht

Ein Rettungsboot (RTB) ist ein mehr oder weniger spezifisch konzipiertes Wasserfahrzeug zur Rettung von Personen im, am oder auf dem Wasser. Darüber hinaus werden damit auch Einsätze zur Hilfeleistung bei Schiffsnotlagen gefahren, um die Gefahr für die Gesundheit oder das Leben der an Bord befindlichen Personen abzuwenden. Je nach Einsatzzweck und Einsatzgebiet variieren die Boote in Ausführung, Größe, Ausstattung und Antriebskonzept. Prinzipiell können die Boote anhand des Einsatzgebiets und ihrer Betreiber unterschieden werden. Im Binnenland und an den Meeresstränden wird die Wasserrettung durch die Wasserrettungsgesellschaften (WRG) betrieben. In den Küsten- und Hochseegewässern werden die Seenotrettungsgesellschaften (SRG) mit ihren speziellen hochseegängigen Seenotrettungsbooten tätig.

## Begriffe
Rettungsboote müssen alle Schiffe für Notfälle zur Rettung der Besatzung verpflichtend mitführen. Dieser Typ Rettungsboot wird in einem separaten Artikel behandelt.
In Deutschland müssen Rettungsboote grundsätzlich den konstruktiven Anforderungen an zivile Wasserfahrzeuge entsprechen, die unter DIN EN 1914 „Fahrzeuge der Binnenschifffahrt“ vorgegeben sind. Viele WRG bedienen sich solcher Boote für ihre Rettungs- und Arbeitseinsätze. Aufgrund der Beschaffungsmodalitäten mit Zuschüssen aus den Bundesmitteln zum Katastrophenschutz werden sie auch als Katastrophenschutzboote (K-Boote) geführt. Spezielle K-Boote sind die besonders flach gehenden Hochwasserboote, die auch dort zum Einsatz kommen können, wo sich sonst kein Wasser befindet.

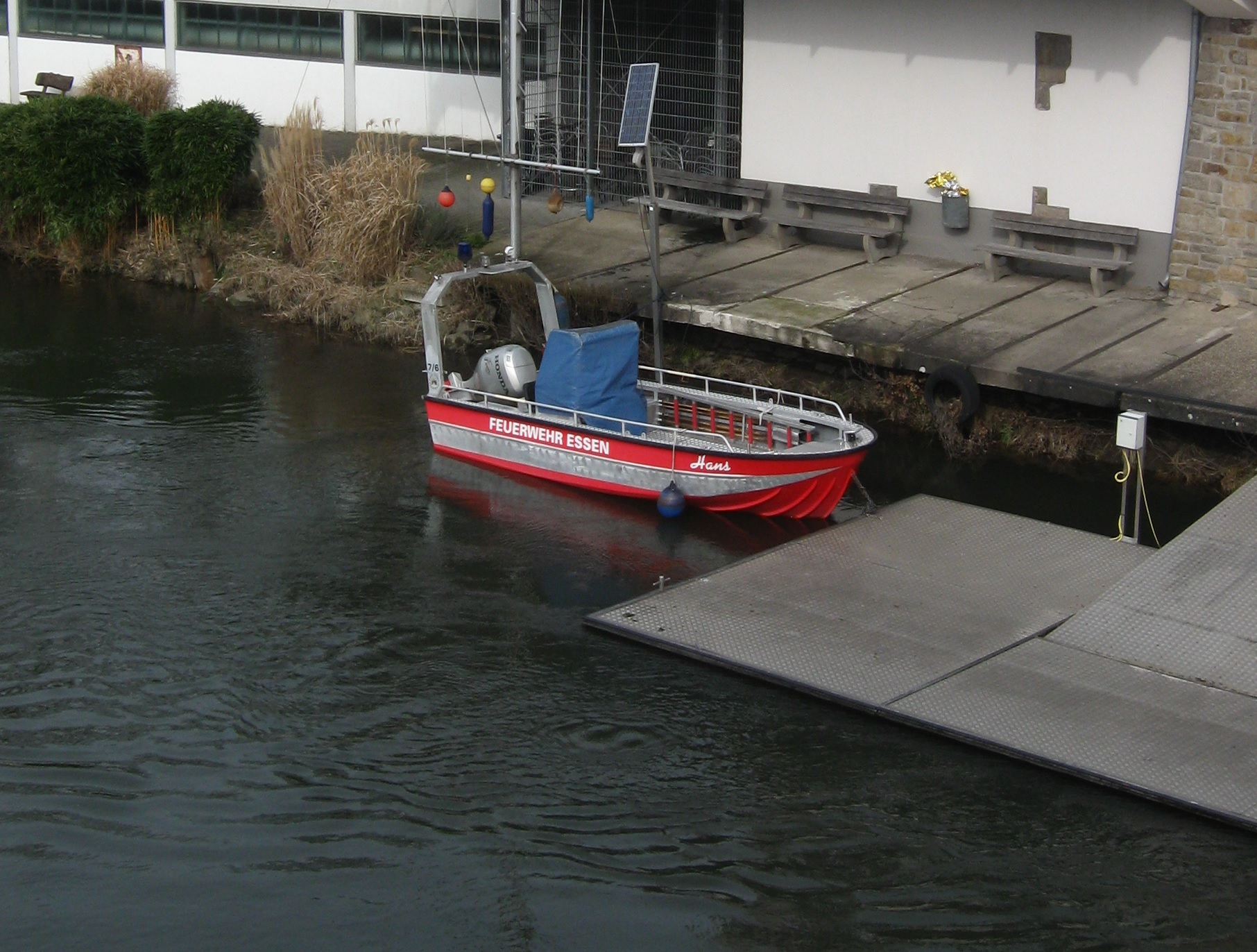
RTB-2 Feuerwehrboot mit festem Liegeplatz

Für Rettungsboote der Feuerwehr sind die Vorgaben aus der DIN 14961 „Boote für die Feuerwehr“ einzuhalten, wonach es zwei Typen von Rettungsbooten gibt. Das Rettungsboot Typ 1 (RTB 1) ist nur für stehende Gewässer geeignet und besitzt als Antrieb lediglich Paddel. Es kann für einen Motorbetrieb ausgelegt sein und muss einsatzbereit – als Schlauchboot also aufgeblasen – vorgehalten werden. Für fließende Gewässer dient das Rettungsboot Typ 2 (RTB 2), das mit einem Motor ausgestattet sein muss und somit die Gruppe der Motorrettungsboote definiert. Zur Norm gehören auch die etwas größeren Mehrzweckboote (MZB), die zusätzlich zum Transport von Personen und für technischen Hilfeleistungen geeignet sind. Teilweise besitzen RTB 2 und MZB eine Bugklappe, um Personenübernahmen am Ufer sicher durchführen zu können.
Die meisten Begriffe wurden und werden durch die SRG geprägt. In der Anfangszeit reichte der Begriff Rettungsboot aus, da es ausschließlich die von einer Mannschaft geruderten Boote gab. Mit Einführung der Motorisierung wurde eine Unterscheidung notwendig, die zum Ruderrettungsboot und dem Motorrettungsboot (MRB) führte. Viele SRG bezeichnen auch heute noch ihre Fahrzeuge als Motorrettungsboote bzw. schlicht als Rettungsboote (schwedisch räddningsbåt, dänisch Søredning båd, französisch canot de sauvetage), obwohl diese Fahrzeuge heute ganz anderes konstruiert und ausgestattet sind als die historischen MRB. Die DGzRS nennt ihre kleineren RTB Seenotrettungsboote. Im englischen Sprachgebrauch wird ein Rettungsboot als Lifeboat bezeichnet.
Die ersten Rettungsstationen entstanden meist an weitläufigen Küstenstrecken ohne Hafen oder einer Flussmündung. Das Rettungsboot war daher in Strandnähe untergebracht und lagerte auf einem Rollwagen, um leichter bewegt werden zu können. Der Transport zum und ins Wasser erforderte den mühsamen Einsatz der Retter und später mit vorgespannten Pferden. Diese Technik wird auch heute noch bei den Strandrettungsbooten angewendet unter Zuhilfenahme von speziellen Traktoren.

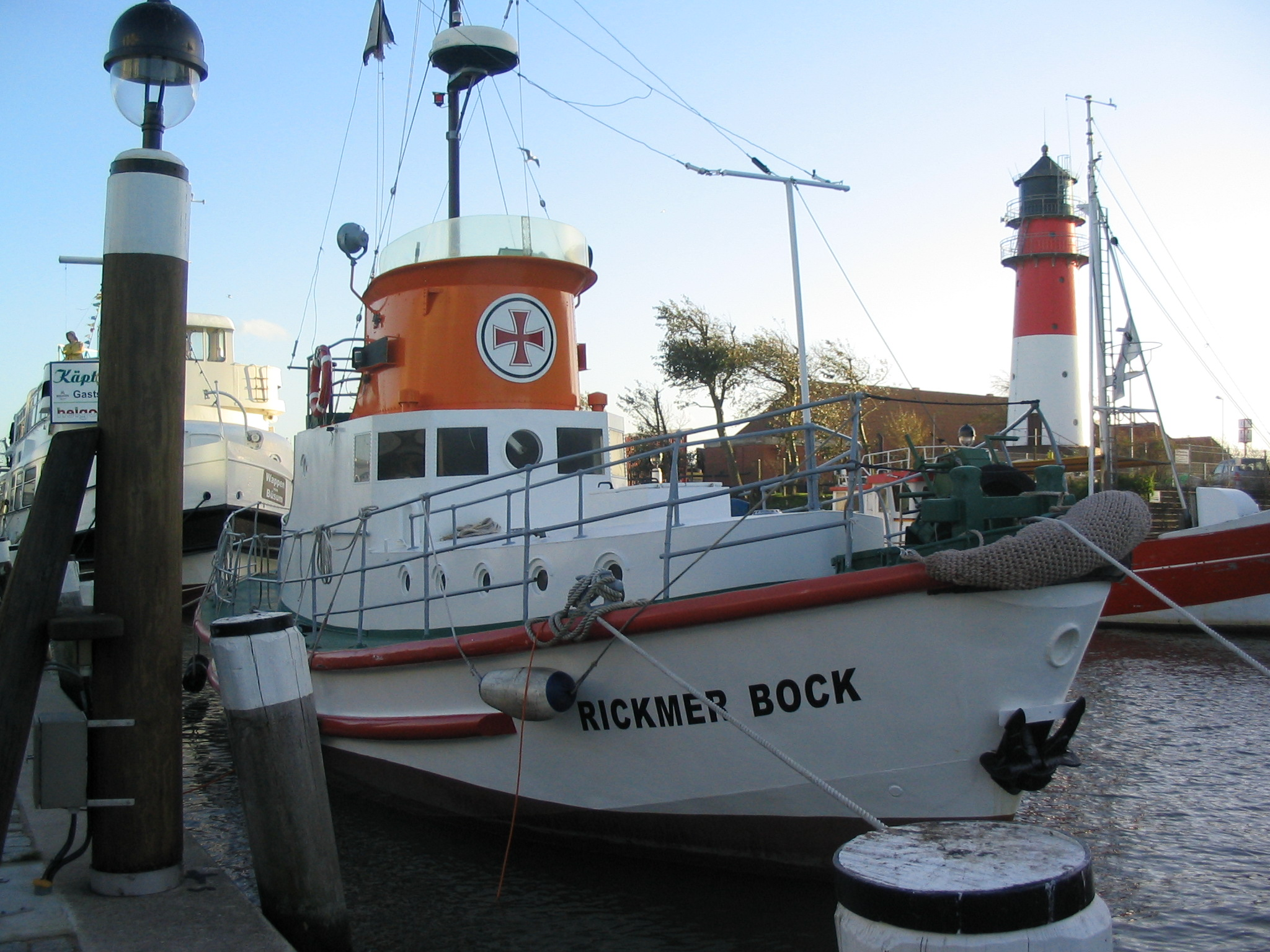
Küstenrettungsboot RICKMER BOCK im Museumshafen Büsum

Mit der Motorisierung konnte der Aktionsradius der Rettungsboote auf den Küstennahbereich ausgeweitet werden. Infolgedessen nannte die DGzRS z. B. die vor dem Zweiten Weltkrieg entwickelten Boote Küstenrettungsboote (Beispiel: RICKMER BOCK). In den Niederlanden wurde für derartige Schiffe der Begriff Hafenrettungsboot (niederländisch havenreddingboot) verwendet, da diese 'neuen' Schiffe wegen ihrer Größe nicht mehr vom Strand aus in See gesetzt werden konnten.
Die Spezialboote für Such- und Rettungseinsätze im Tiefwasserbereich fernab der Küsten werden von der DGzRS als Seenotrettungskreuzer bezeichnet. In Schweden benutzt die Sjöräddningssällskapet (SSRS) diesen Begriff (schwedisch räddningskryssare) und auch in Norwegen bei der Redningsselskapet (NSSR) war er zeitweise in Verwendung (norwegisch redningskryssere). Die britische SRG Royal National Lifeboat Institution (RNLI) nennt ihre hochseetauglichen Boote Allwetter-Rettungsboot (englisch All-weather lifeboat). In den Niederlanden übernahm die Koninklijke Nederlandse Redding Maatschappij (KNRM) diesen Begriff (niederländisch allweather-reddingboot), der auch bei der französischen Gesellschaft Société Nationale de Sauvetage en Mer (SNSM) Eingang gefunden hat (französisch Canot Tous Temps). In den USA und in Kanada wird für solche seegängigen Boote durchgängig der Begriff Motorrettungsboot (englisch Motor Lifeboat) verwendet.

## Allgemeines

### Zeitfaktor

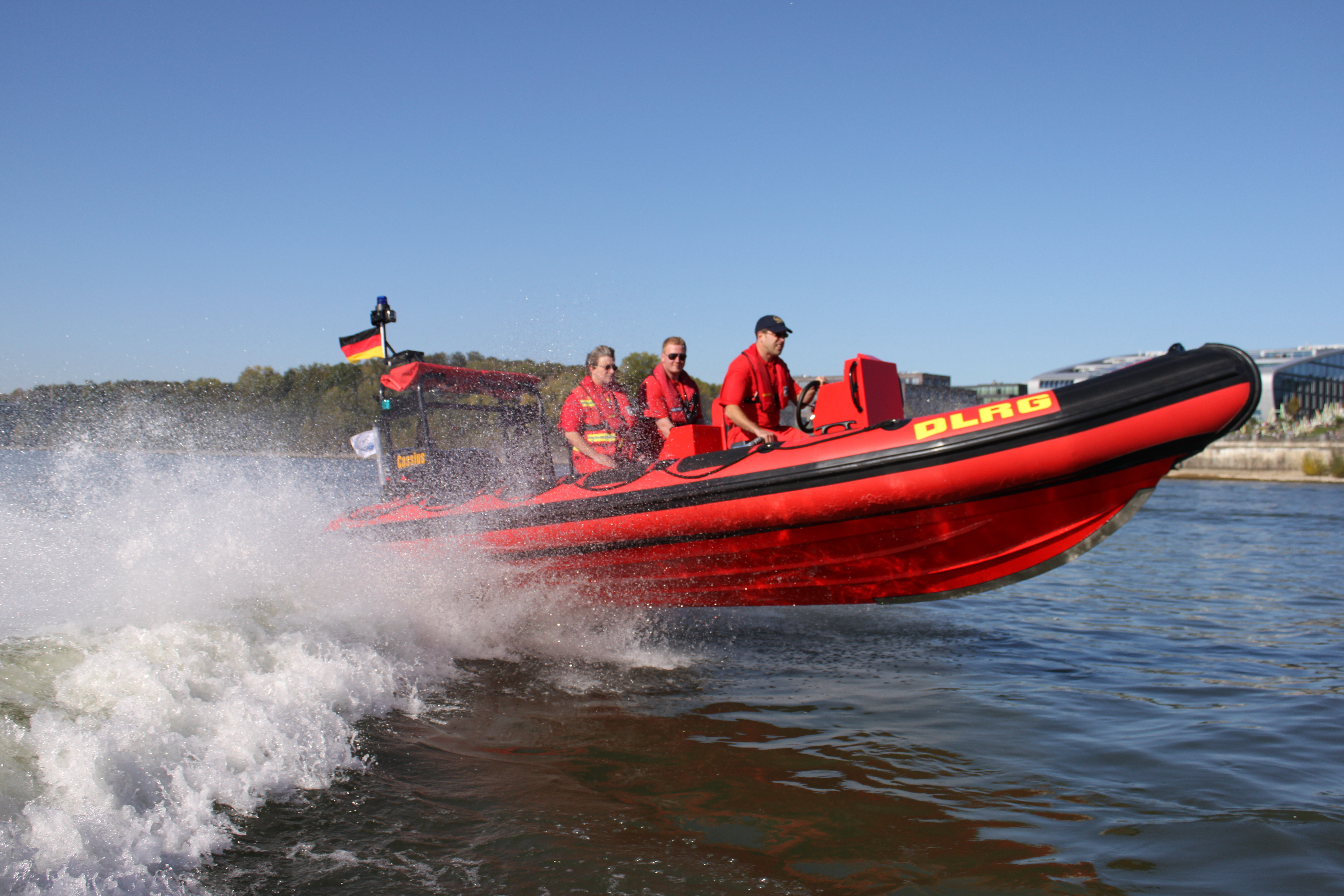
RIB-Motorrettungsboot der DLRG im Einsatz

Die Zunahme des Freizeitsports auf dem Wasser hat die Zahl der Notfälle bei der Wasserrettung mit den Jahren anwachsen lassen. Bei allen Rettungseinsätzen spielt der Zeitfaktor eine entscheidende Rolle, denn je schneller Hilfe an den Unfallort gelangt, desto höher sind die Chancen auf Rettung und ggf. das Überleben. Dabei bilden starke Strömungen und Wellengang, besonders im offenen Meer, zusätzlich die große Gefahr des Abtreibens, wodurch vor einer Rettung umfangreiche Suchaktionen notwendig werden können. Auch die Rüstzeiten und die Anfahrtszeiten bis zum Einsatzort sind entscheidend. Daher ist eine hohe Einsatzbereitschaft und große Schnelligkeit ganz allgemein das A und O bei der Wasserrettung, denn bei Personen im Wasser droht sehr schnell die Unterkühlung mit all seinen Folgen.

### Alarmierung
Bei Beobachtung einer Notlage von Personen auf dem Wasser sollte umgehend eine Meldung über die europaweit einheitliche Notrufnummer 112 erfolgen. Damit wird die nächste Rettungsleitstelle erreicht, die umgehend die Rettungskette in Gang setzt. Für die Notlagen am und im Wasser stehen qualifizierte WRG bzw. SRG mit geeigneten Rettungsmitteln und qualifiziertem Rettungsfachpersonal rund um die Uhr (24/7) zur Verfügung, damit rasch und sachgerecht geholfen werden kann.
Bei Notlagen an und vor der Küste werden die maritimen Rettungskoordinationszentren (MRCC) eingeschaltet. Eingehende Notrufe über 112 zu derartigen Notfällen werden durch die empfangende Leitstelle an das zuständige MRCC weitergeleitet. Für Notlagen auf See außerhalb der Reichweite von Mobilfunk existieren eigene Alarmierungswege über Seefunk oder Satellitenkommunikation, die direkt die zuständigen MRCC erreichen. Durch diese erfolgt die Alarmierung der Seenotrettung und die Koordination aller erforderlichen SAR-Maßnahmen (SAR = Search and Rescue) mit Schiffen und Flugzeugen.

### Wasserrettungsdienste

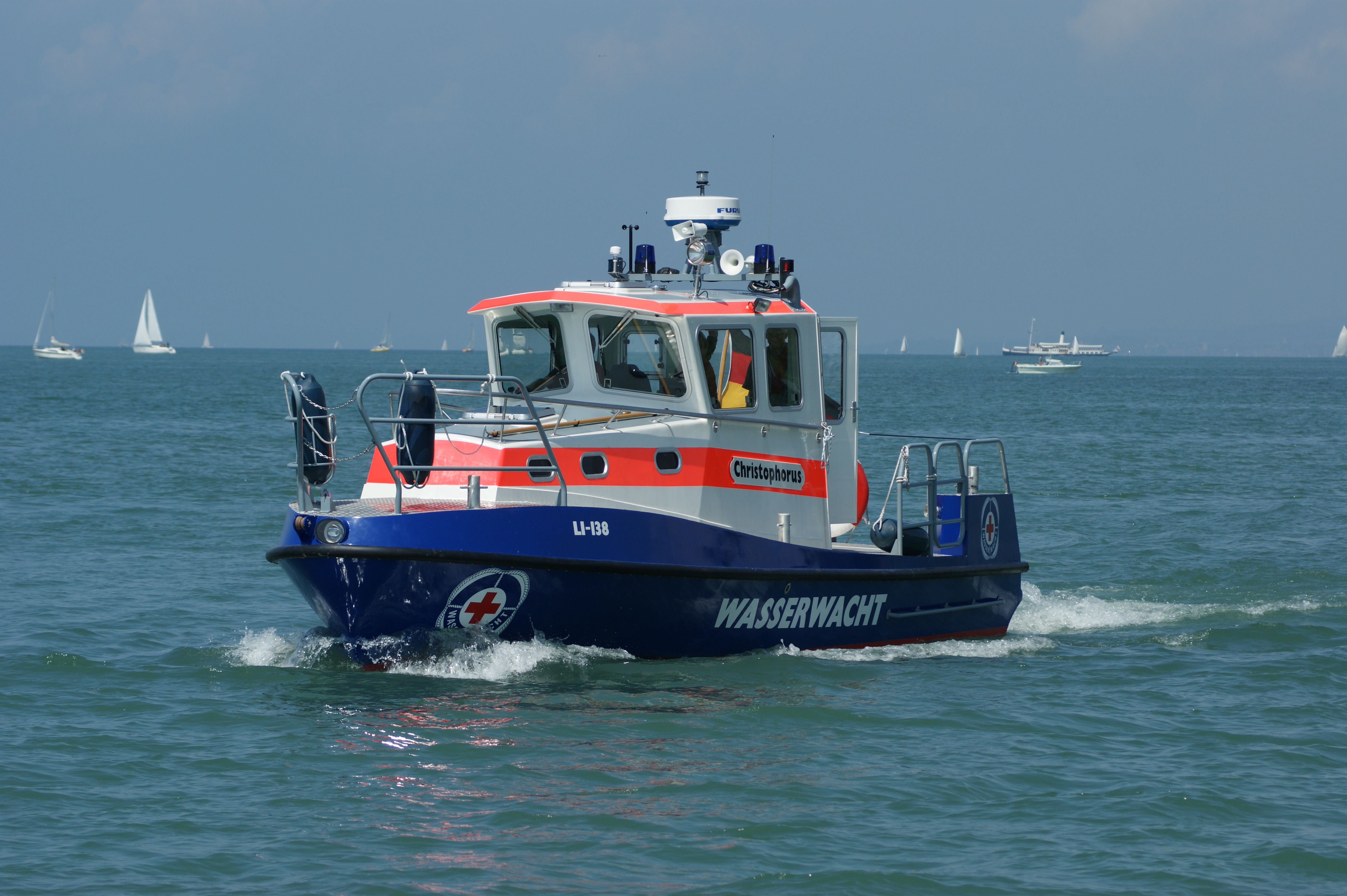
Wasserwacht auf dem Bodensee

Der Wasserrettungsdienst in Deutschland wird durch die WRG wie z. B. durch die DLRG, die DRK-Wasserwacht oder den speziellen Gruppen der JUH oder des ASB wahrgenommen. Auch die Feuerwehren der Gemeinden mit größeren Gewässerteilen besitzen zu diesem Zweck Wasserrettungswagen, die ein Rettungsboot mitführen. In Österreich werden die Hilfsdienste ÖWR und ASBÖ alarmiert und in der Schweiz stellt die SLRG diesen Dienst allgemein zur Verfügung.
Am Bodensee ist die Seerettung international organisiert über die deutsche Wasserschutzpolizei, die schweizerische Seepolizei und die österreichische Seegendarmerie. Mit der Société internationale de sauvetage du Léman gibt es auf dem Genfersee eine eigene Rettungsgesellschaft.
Andere Länder haben ähnliche Strukturen für die Wasserrettung in den Nationalstaaten eingerichtet. In den Niederlanden besteht die landesweite Reddingsbrigade Nederland, die sich hauptsächlich um den Rettungsdienst an der Nordseeküste und an den vielen Binnengewässern kümmert. In Gross Britannien sorgt die Royal Life Saving Society UK für die Bewachung der Strände und die Ausbildung von Rettungsschwimmern.
Bei Unfällen und Notlagen im Bereich der Küste einschließlich der offenen See kommen die Boote der SRG zum Einsatz. Im deutschen Küstenbereich wird die Seenotleitung Bremen (MRCC Bremen) eingeschaltet und die DGzRS alarmiert. Die meisten Nationalstaaten betreiben eigene SRG, um die international festgelegten SAR-Aufgaben in ihren Seegebieten wahrzunehmen. Alle Nachbarstaaten sind verpflichtet sich dabei gegenseitig zu unterstützen. Viele der international bekannten und renommierten Gesellschaften sind schon seit dem 19. Jahrhundert tätig. Die internationalen WRG und SRG sind gelistet unter:

## Rettungsboote und ihre Einsatzgebiete

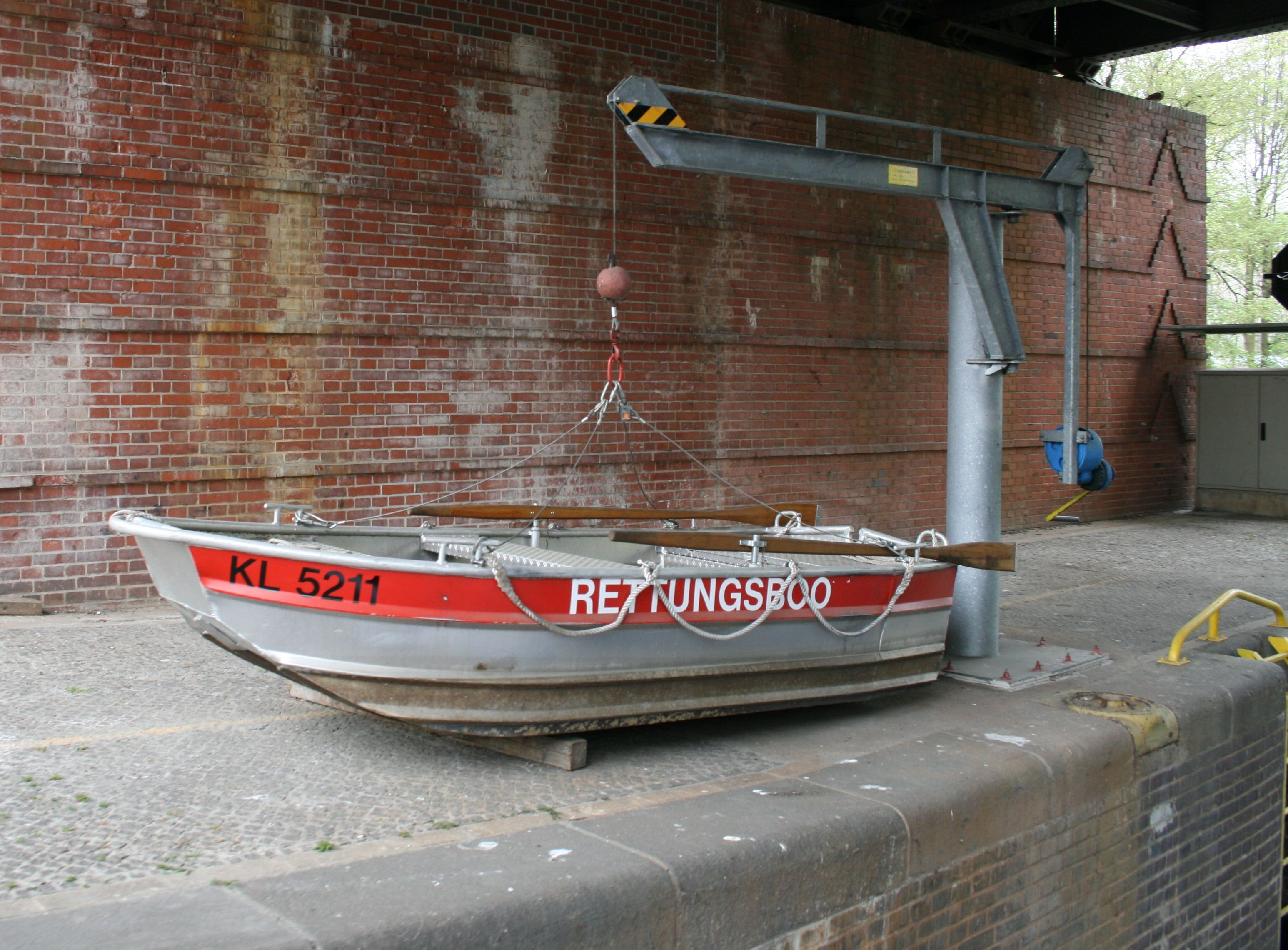
Ruderboot an einer Kanalschleuse

Im einfachsten Fall reicht ein einfaches Ruderboot – soweit greifbar – für die Wasserrettung aus und gestattet das rasche Eingreifen bei Personen in Not. Die im Segel- und Rudersport tätigen Vereine besitzen zumeist ein Motorboot zur Unterstützung im Training und können daher in solchen Fällen schnell Hilfe leisten – auch bei Unfällen Vereinsfremder oder allgemeinen Notfällen am, im oder auf dem Wasser. An den bayerischen Seen haben beispielsweise Bootsbesitzer den Freiwilligen Seenot-Dienst ins Leben gerufen, um mit ihren Booten schnelle Hilfe leisten zu können. Jedoch erfolgt bei Meldung über die 112 in jedem Fall die Alarmierung einer WRG.
Eine Differenzierung der Rettungsboote kann anhand des Einsatzgebiets vorgenommen werden.
- Binnenland (englisch in-land) mit den Seen, Flüssen und Kanälen
- Küstennahbereich (englisch in-shore) mit den Stränden und den großen Flussmündungen
- Küstenmeere (englisch off-shore) mit dem Tiefwasserbereich abseits der Küsten

Darüber hinaus sind Sonderformen erforderlich, die auch amphibische Bereiche abdecken und Wasserflächen mit Eis und Schnee befahrbar machen können.

### Rettungsboote für Binnengewässer

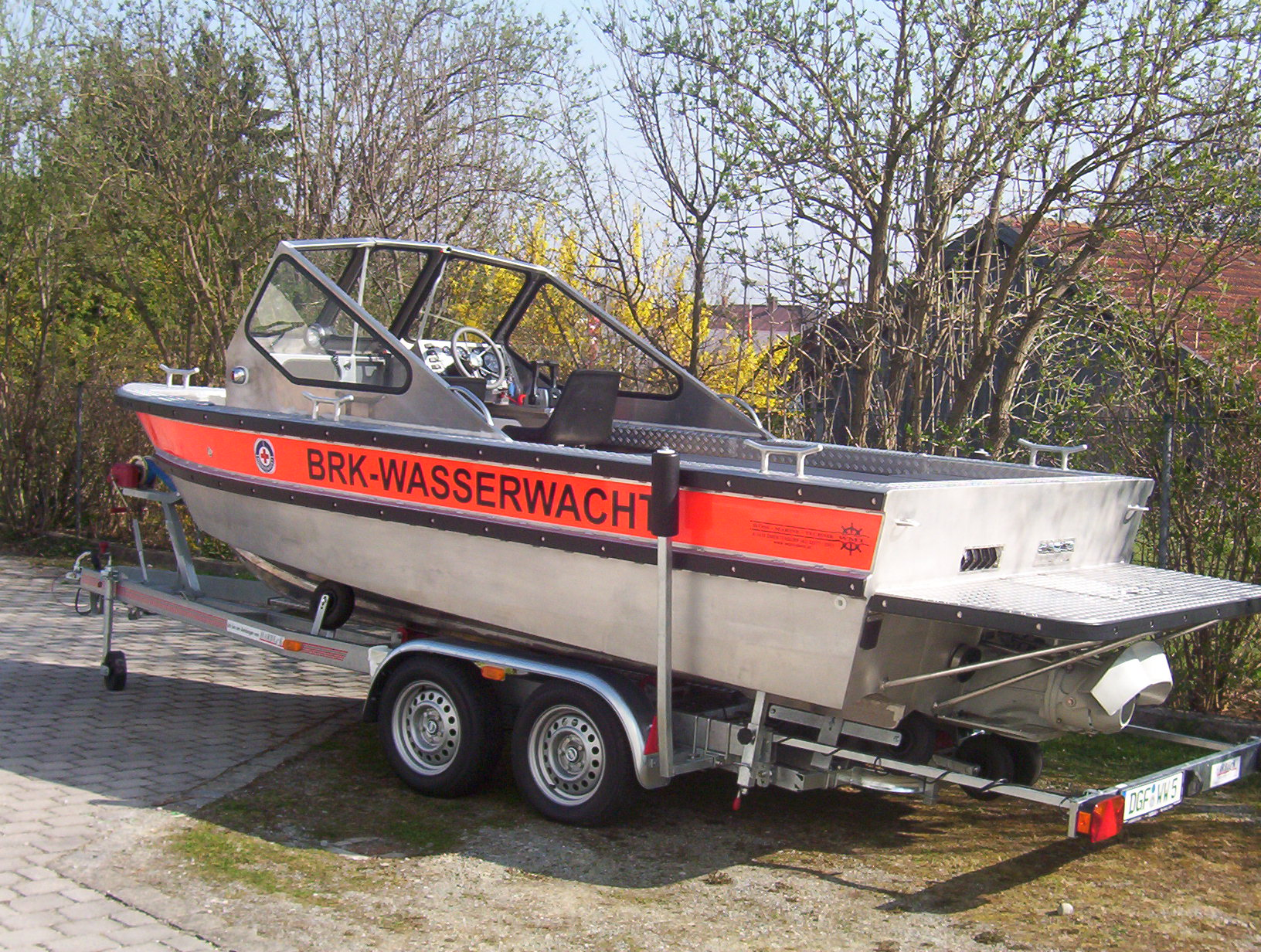
Motorrettungsboot der Wasserwacht mit Jetantrieb

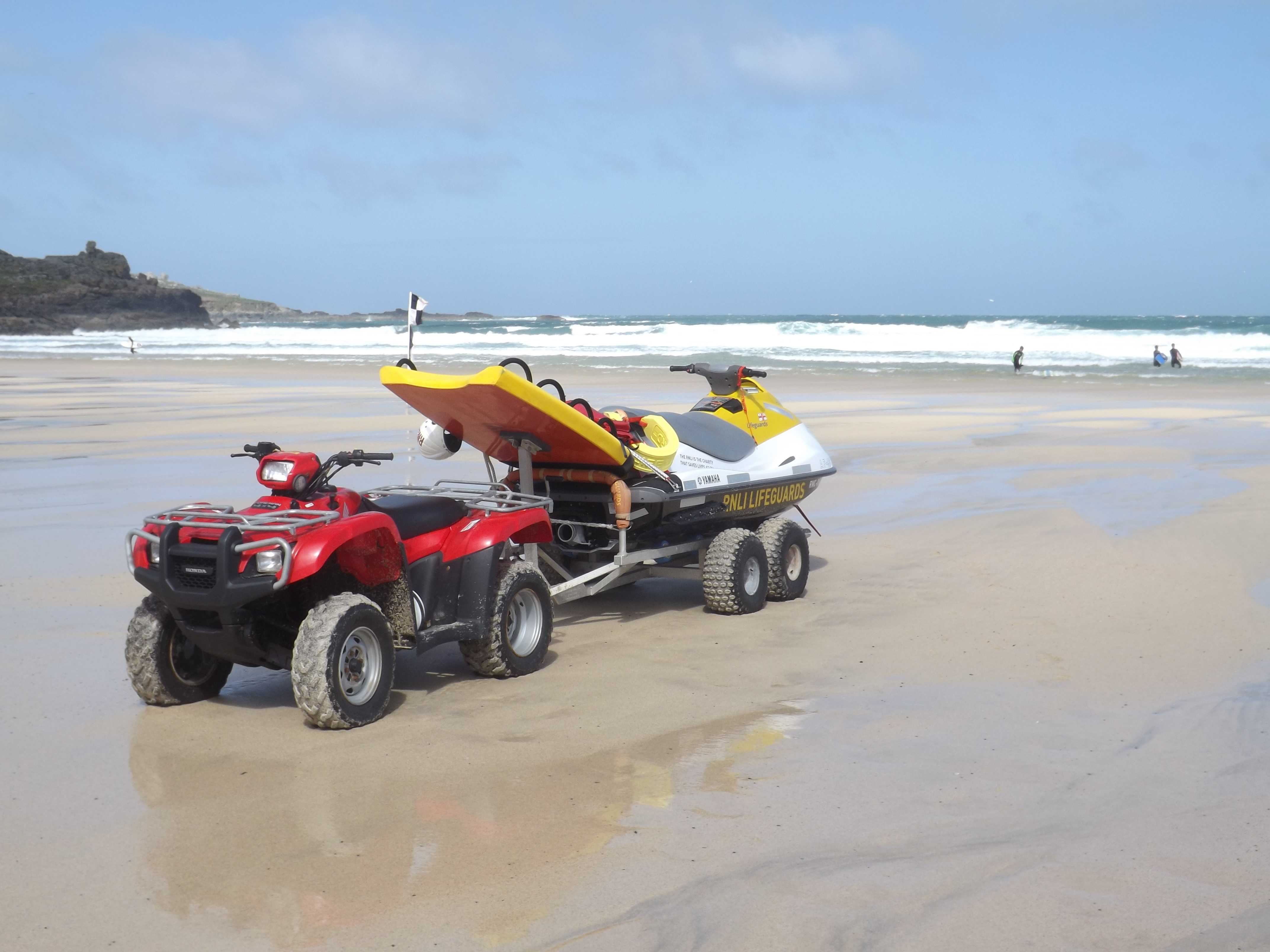
Jetski der RNLI auf Trailer hinter Quad

Durch die relativ ähnlichen Verhältnisse an den Seen, Flüssen und Kanälen im Binnenland werden durch die WRG weltweit weitgehend die gleichen Bootstypen eingesetzt. Dies sind zumeist offene, industriell gefertigte Motorrettungsboote mit festem Rumpf aus Kunststoff oder Aluminium.
Bisweilen sind auch einfache Schlauchboote – auch Zodiac genannt – im Einsatz. Bei der Feuerwehr existiert als kleinste Einheit das Schnelleinsatzboot, das auf einem Rüstwagen oder einem Hilfeleistungslöschgruppenfahrzeugen mitgeführt werden kann. Zusammengepackt wiegt es 40 bis 50 kg und wird über eine Druckluftflasche in wenigen Sekunden aufgeblasen. Allerdings eignet es sich nur für Rettungseinsätze in Ufernähe, da eine Sicherungsleine am Ufer mitgeführt werden muss.
Das genormte RTB 1 kann auch als Schlauchboot ausgeführt sein. Gemäß Norm muss es einsatzbereit im aufgeblasenen Zustand vorgehalten werden. Daher werden sie zum Transport als Dachladung auf einem Wasserrettungswagen oder auf einem separaten Bootstrailer gemäß DIN 14962 „Feuerwehrwesen – Bootsanhänger“ verlastet. Ein RTB 1 nach DIN 14961 muss auch zur Eisrettung geeignet sein.
Die weiteste Verbreitung hat das Festrumpfschlauchboot gefunden. Dabei ist auf einem leichten Rumpf aus Kunststoff (z. B. GFK oder FKV) oder Aluminium ein umlaufender Luftschlauch als oberer Abschluss befestigt. Bei geringem Gewicht ist das Boot durch den Luft gefüllten Schlauch fast unsinkbar und kann auch bei höherem Wellengang sicher gefahren werden. In Kurzform werden diese Boote auch als RIB oder RHIB bezeichnet als Abkürzung der englischen Begriffe. Wegen des höheren Gewichts und zur schnelleren Einsatzbereitschaft werden RIB mit einem Bootstrailer oder Wechselladerfahrzeug transportiert.
Auch eine schwimmende Lagerung an Flüssen und Seen wird praktiziert, sodass im Notfall das Boot schneller einsatzbereit ist. An der Küste, den größeren Seen oder an besonders gefährdeten Flussabschnitten haben die WRG besondere Wasserrettungsstationen eingerichtet, die in der Wassersportsaison tagsüber personell besetzt sind. Sie verfügen im Regelfall über ein sofort einsatzfähiges RTB mit Außenbordmotor.
Die Länge der Rettungsboote im Binneneinsatz variiert je nach Einsatzort und -art zwischen vier und sieben Metern. Die größeren Boote besitzen teilgeschlossene Aufbauten zur Unterbringung von Geretteten unter Deck. Ein Tiefgang von 70 cm wird nur selten überschritten. Ein kleinerer Bootstyp (Boston Whaler 13) als Gleitboot mit Außenbord-Jetantrieb hat in Gleitfahrt lediglich sechs Zentimeter Tiefgang und kann somit an flachen Ufern anlanden.
Vermehrt setzen die WRG auf Jet-Ski, die auf dem Wasser deutlich schneller unterwegs sein können als die traditionellen Rettungsboote. Ihr geringes Gewicht von ca. 350 kg macht sie, auf einem Trailer verlastet, hoch mobil, da sie mit einem geländegängigen Fahrzeug oder einem speziellen Quad schnell zu fast jedem Ort am Wasser gebracht werden können. Zur Aufnahme und Rettung von schwimmenden Personen führen die Boote eine Kunststoffmatratze (Rescue Board) mit, auf der sich Ertrinkende gut festhalten können. Gefährdete Personen können damit rasch aus dem Gefahrenbereich gezogen werden, ohne erst zeitaufwändig in das Boot eingeholt werden zu müssen. Diese speziellen Jet-Ski werden offiziell als Rescue Water Craft (RWC) bezeichnet und zählen zu den Rettungsbooten im BOS-Dienst (Behörden und Organisationen mit Sicherheitsaufgaben).

### Rettungsboote für den Küstennahbereich

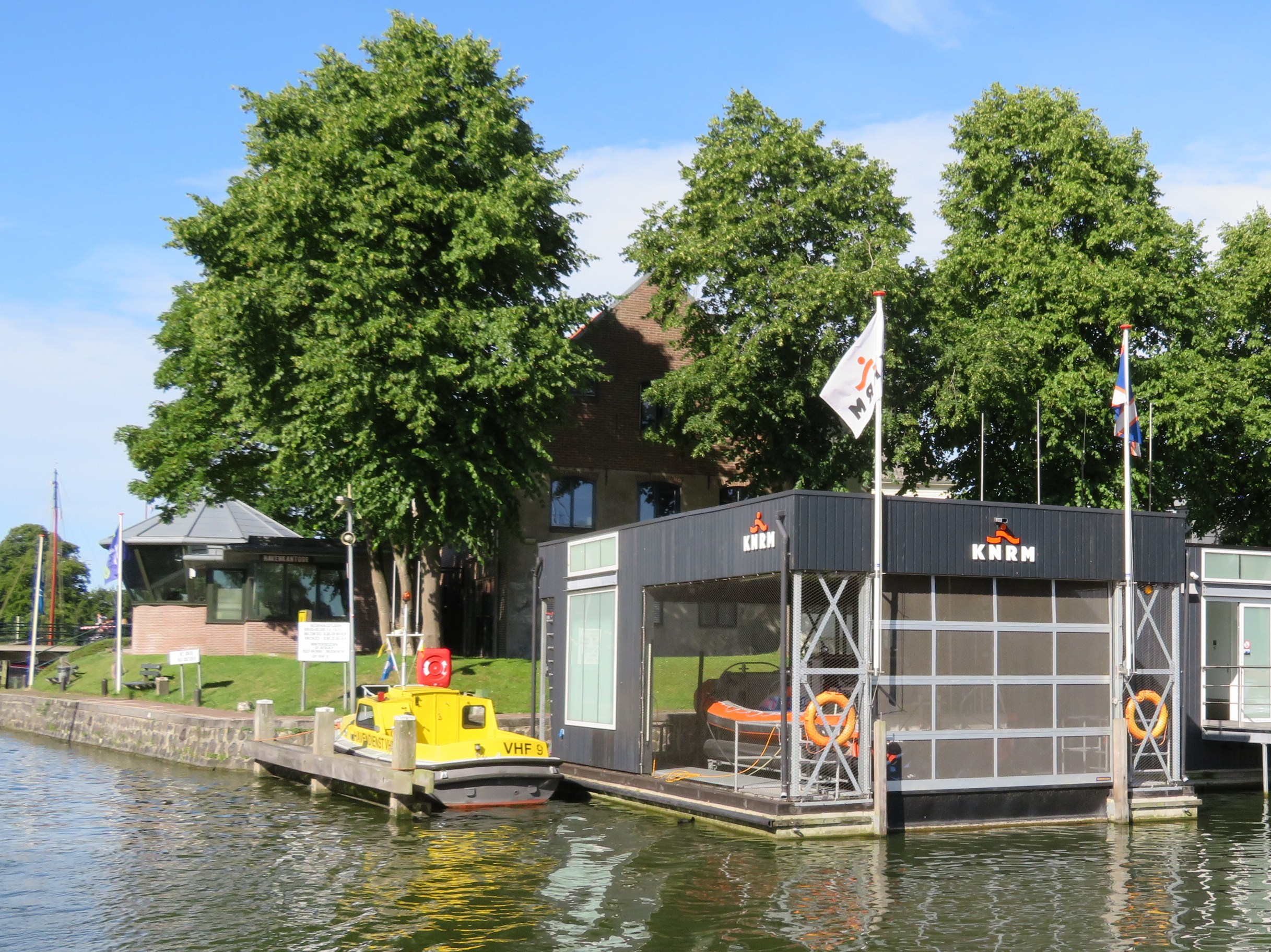
Schwimmendes Bootshaus der KNRM in Medemblik

Die WRG nehmen ihre Aufgaben auch an den Ästuaren der großen Flüsse, im nahen Küstenbereich und bei der Strandbewachung wahr. Daher sind in diesem Bereich ähnliche Typen zu finden wie im Binnenland. Entweder werden sie auf Trailern transportiert oder sind an Stegen vertäut oder lagern schwimmend in Bootshäusern. Wegen der stärkeren Belastung durch Wellengang sind die Ausführungen stabiler gebaut und haben meist etwas größere Längen, die bis zu 10 Meter betragen können. Einige Bootstypen besitzen geschlossene Aufbauten zur geschützten Aufnahme von Personen. Häufig sind die Boote für eine größere Anzahl von Personen ausgelegt, da in den Bereichen häufiger Personenschiffsverkehr erfolgt und im Notfall Schiffe evakuiert werden müssen. Solche Boote finden sich beispielsweise an großen Seen im Binnenland wie dem Bodensee, den Schweizer Seen oder am IJsselmeer in den Niederlanden.
Immer häufiger werden an den Küsten und Stränden auch die schnellen Jet-Ski eingesetzt, um Surfer oder leichtsinnige Schwimmer an Land zu holen. Ein spezieller Jet-Ski ist der von der schwedischen SSRS entwickelte Rescuerunner, der bei 3,60 Meter Länge eine Geschwindigkeit von 38 Knoten erreichen kann. Ein hinterer Bereich von 1,5 m² dient als Transportfläche für Ausrüstung oder gerettete Personen.
Im Küstenbereich sind auch die SRG präsent und arbeiten mit den WRG in Kooperation. Sie setzen dazu kleinere und leichtere Seenotrettungsboote (SRB) ein, die auch transportabel sein können (Strandrettungsboot). Die Standard-SRB der DGzRS sind aus seewetterfestem Aluminium als Selbstaufrichter gebaut und bieten ein geschlossenes Steuerhaus. Neueste Entwicklung ist das Vollkunststoffboot Rigid Buoyant Boat (RBB), das seinen Auftrieb allein durch seinen starren und leichten Rumpf erhält und auch bei völliger Überflutung schwimmfähig bleibt. Die RNLI setzt solche Boote auf der Themse ein und auch die DGzRS hat RBB für die Boddengewässer der Ostsee beschafft.

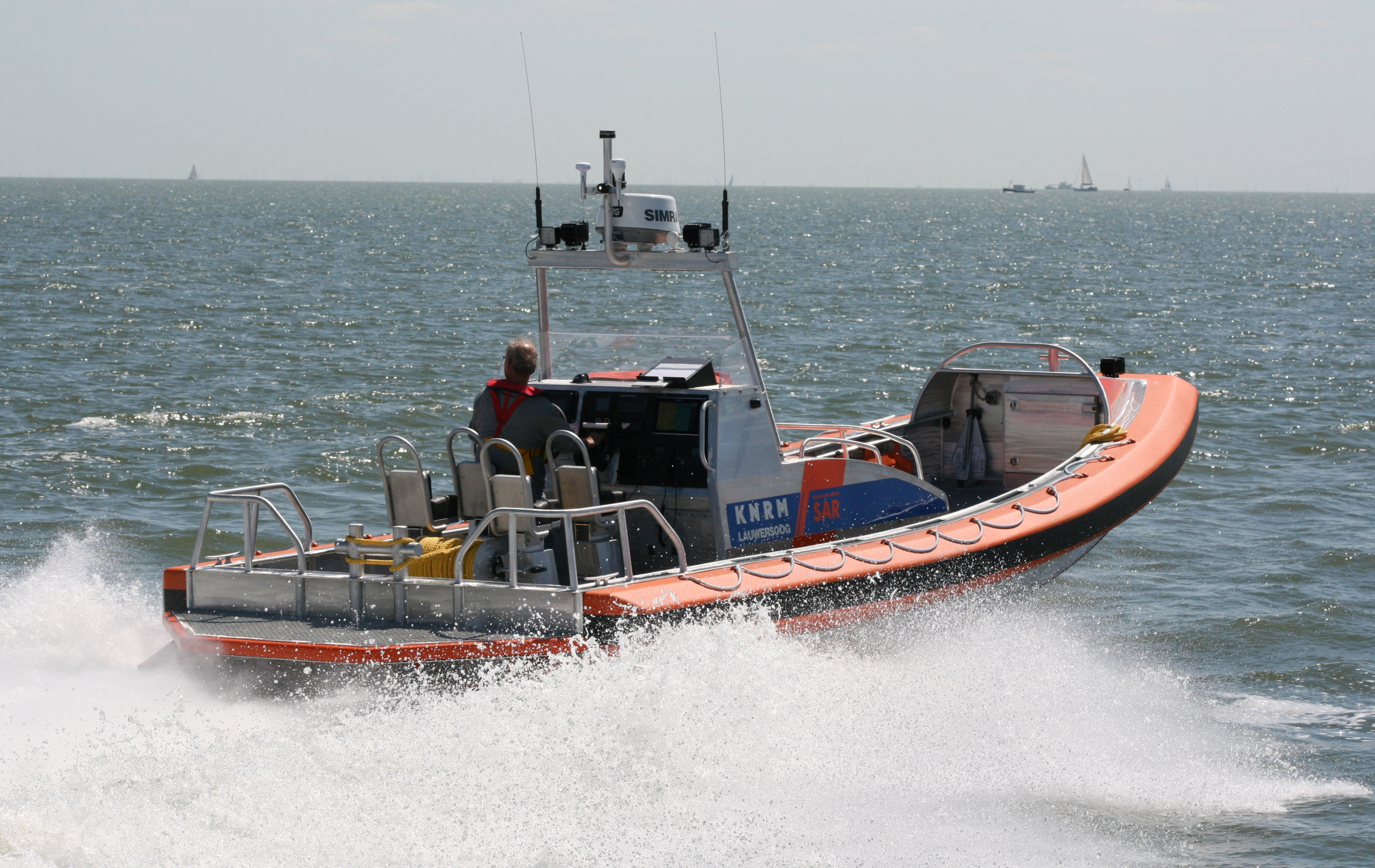
Nikolaas-Klasse der KNRM auf dem IJsselmeer
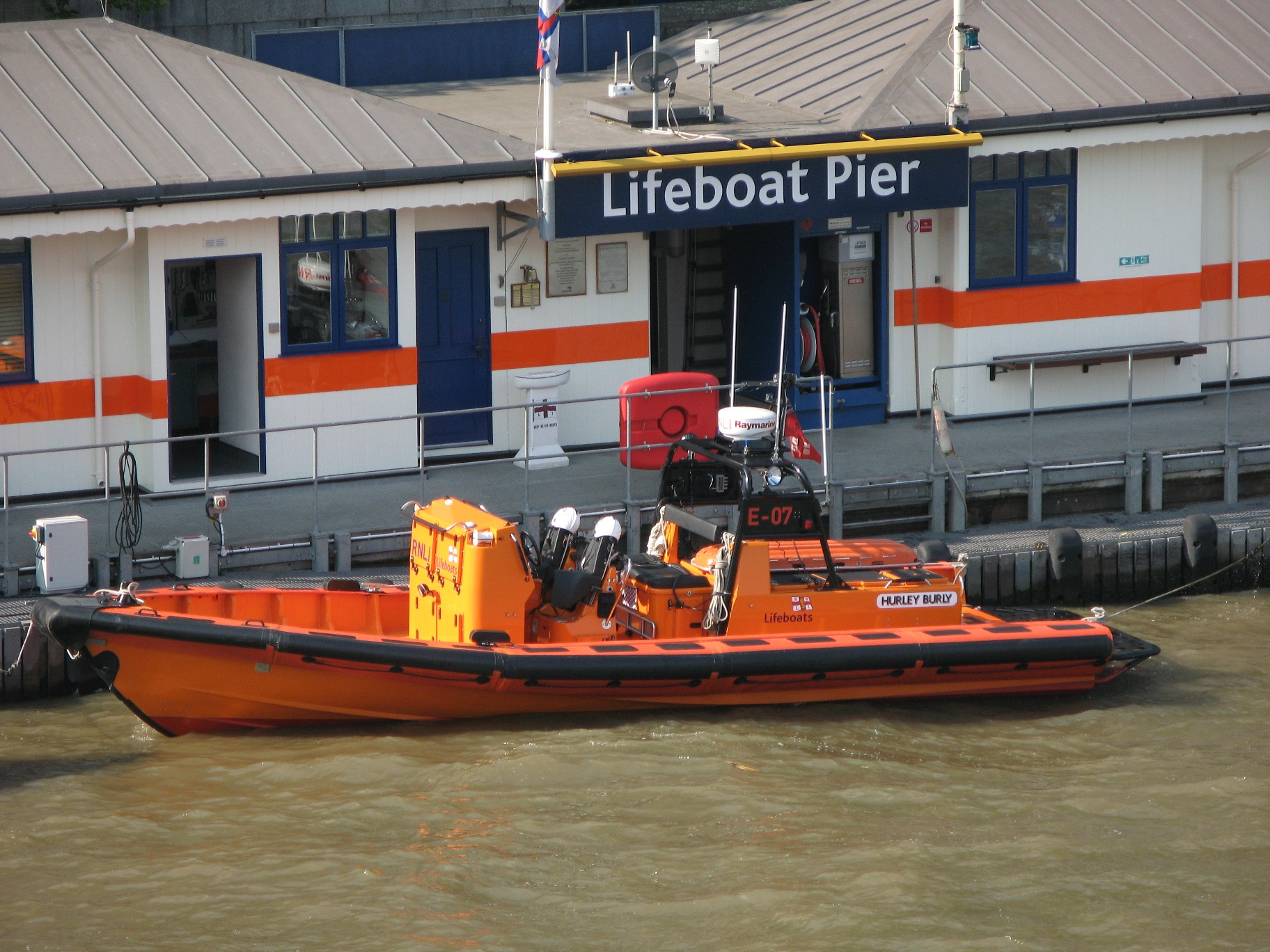
Ein E-class-Boot (RBB) der RNLI auf der Themse
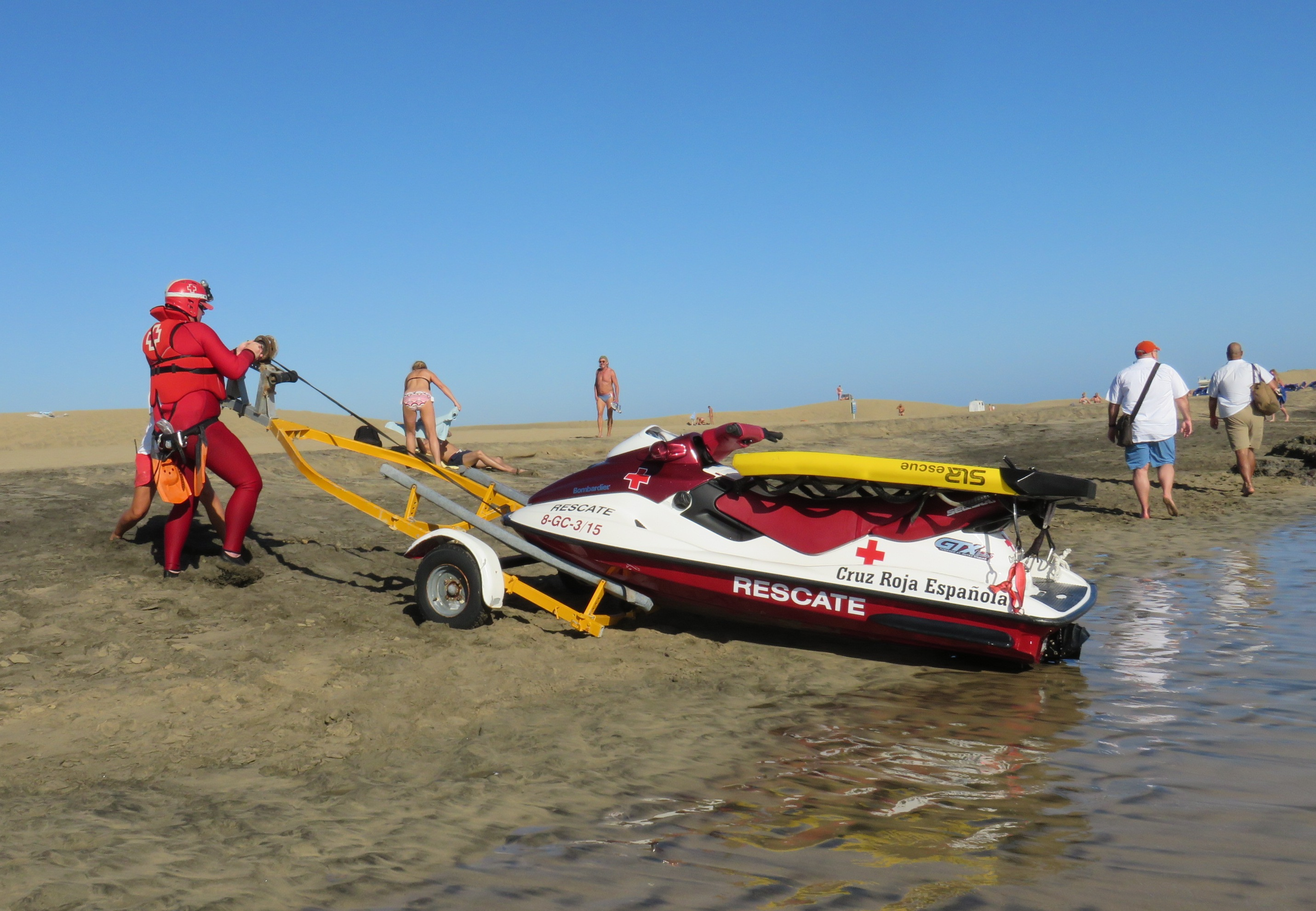
Jetski auf Trailer des spanischen Roten Kreuz
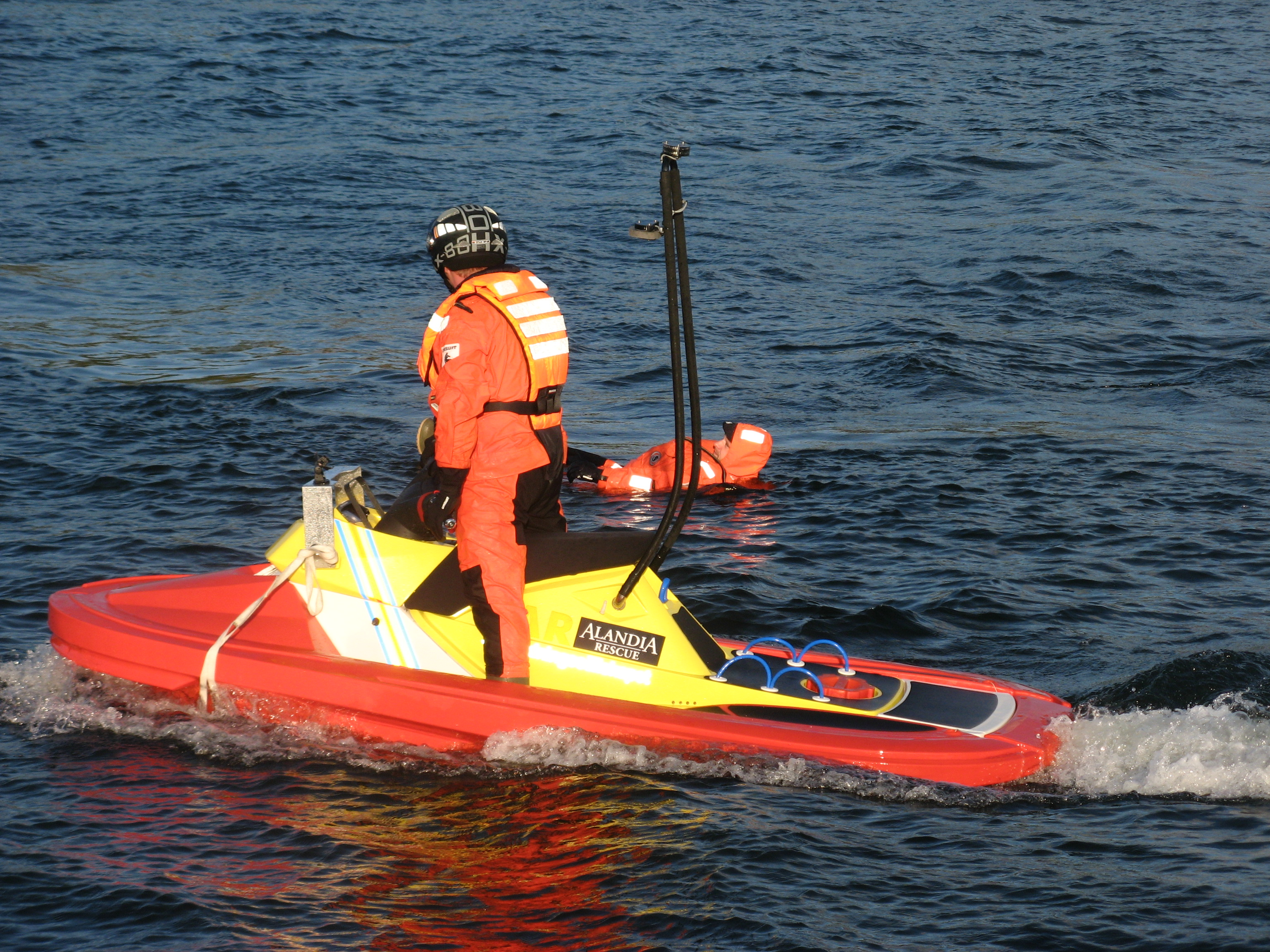
Rescuerunner aus Schweden

Mobile Strandrettungsboote
Besonders an Küsten mit langen Strandabschnitten wie der niederländischen Nordseeküste oder an der deutschen Ostsee sind Strandrettungsboote auch heute noch zu finden. Sie haben gegenüber den großen Booten den Vorteil des geringeren Tiefgangs. Voraussetzung für die Transportfähigkeit über den Strand war und ist ein geringes Gewicht, das gleichzeitig einen geringeren Tiefgang zur Folge hat. Damit und durch den schnelleren Vor-Ort-Einsatz sind sie gegenüber den großen Booten im Vorteil. Um die Transportwagen tief in die Brandung hinein zu bringen, werden spezielle Brandungstrecker benötigt. Die Entwicklung begann in den 1930er Jahren in Holland, Deutschland, England und Nordamerika und musste mit viel Lehrgeld bezahlt werden.
Die niederländische KNRM besitzt derzeit als Strandrettungsboot ein RIB der Valentijn-Klasse. Das Boot mit einer Länge von 10,6 Meter und einem Rumpf aus Aluminium lagert auf einem speziellen Traggestell mit Raupenfahrwerk in einem Schuppen hinter dem Deich in Strandnähe. Für den Einsatz zieht ein Traktor auf Raupenketten das Gespann zum Strand und ins Wasser, wo das Boot schnell abgesenkt werden und in See gehen kann.
Auch die englische RNLI praktiziert einen solchen Einsatz von Land aus mit Booten der Mersey-Klasse (Länge 11,6 Meter). Für die neuesten Boote der Shannon-Klasse von 13,6 Meter Länge wurde das Shannon Launch And Recovery System entwickelt, bei dem das Boot auf dem Traggestell um 180 Grad gedreht werden kann. Damit wird das Ablassen und Einholen des Bootes vereinfacht, um es schneller für den nächsten Einsatz klarmachen zu können. Daneben praktiziert die RLNI auch den Einsatz über Slipways, bei dem das Boot oberhalb der Wasserlinie und geschützt vor Wellenangriff in einem Schuppen lagert und über eine Rutschbahn ins Wasser gleitet.

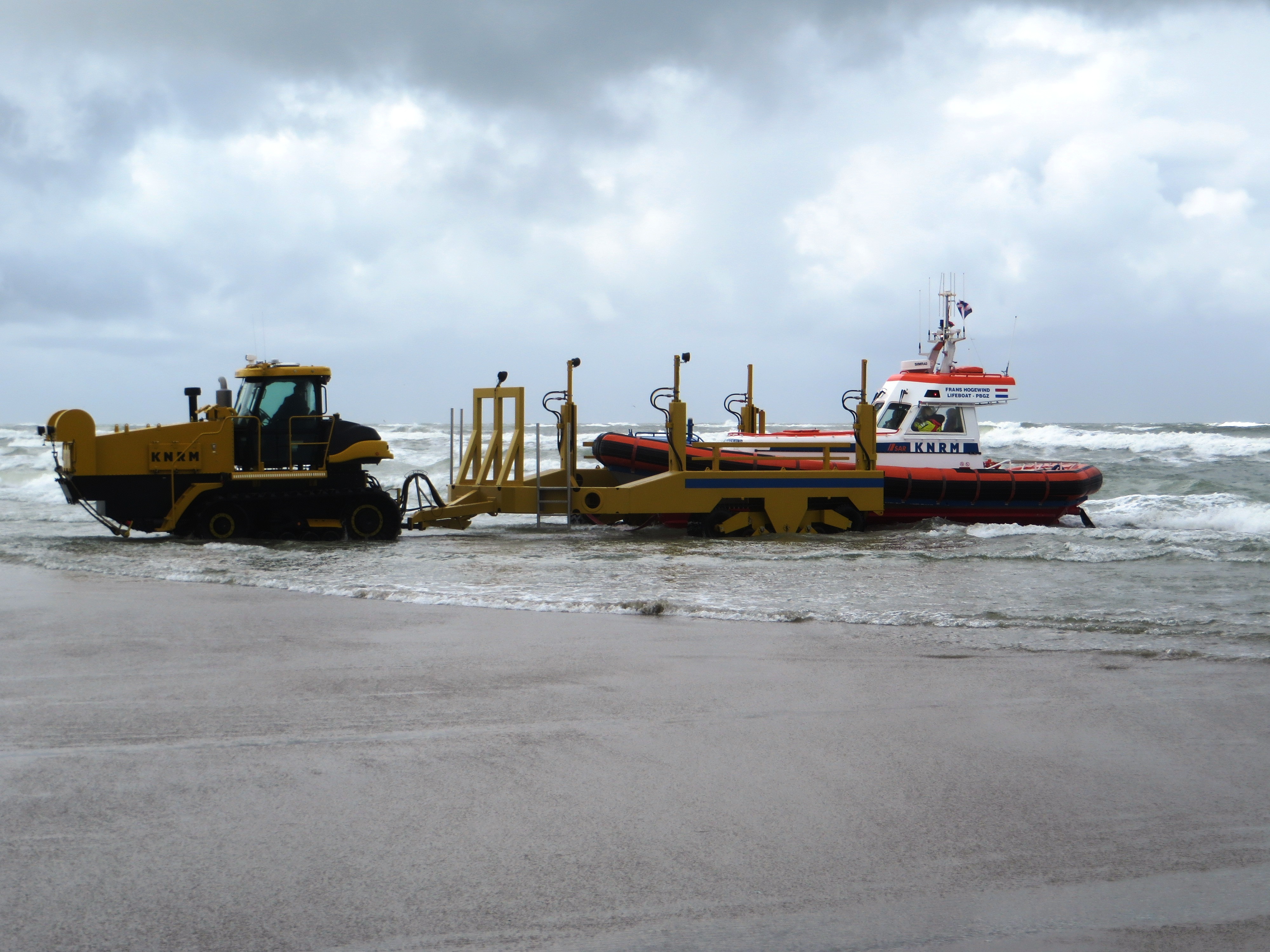
KNRM: Valentijn-Klasse mit Raupenschlepper
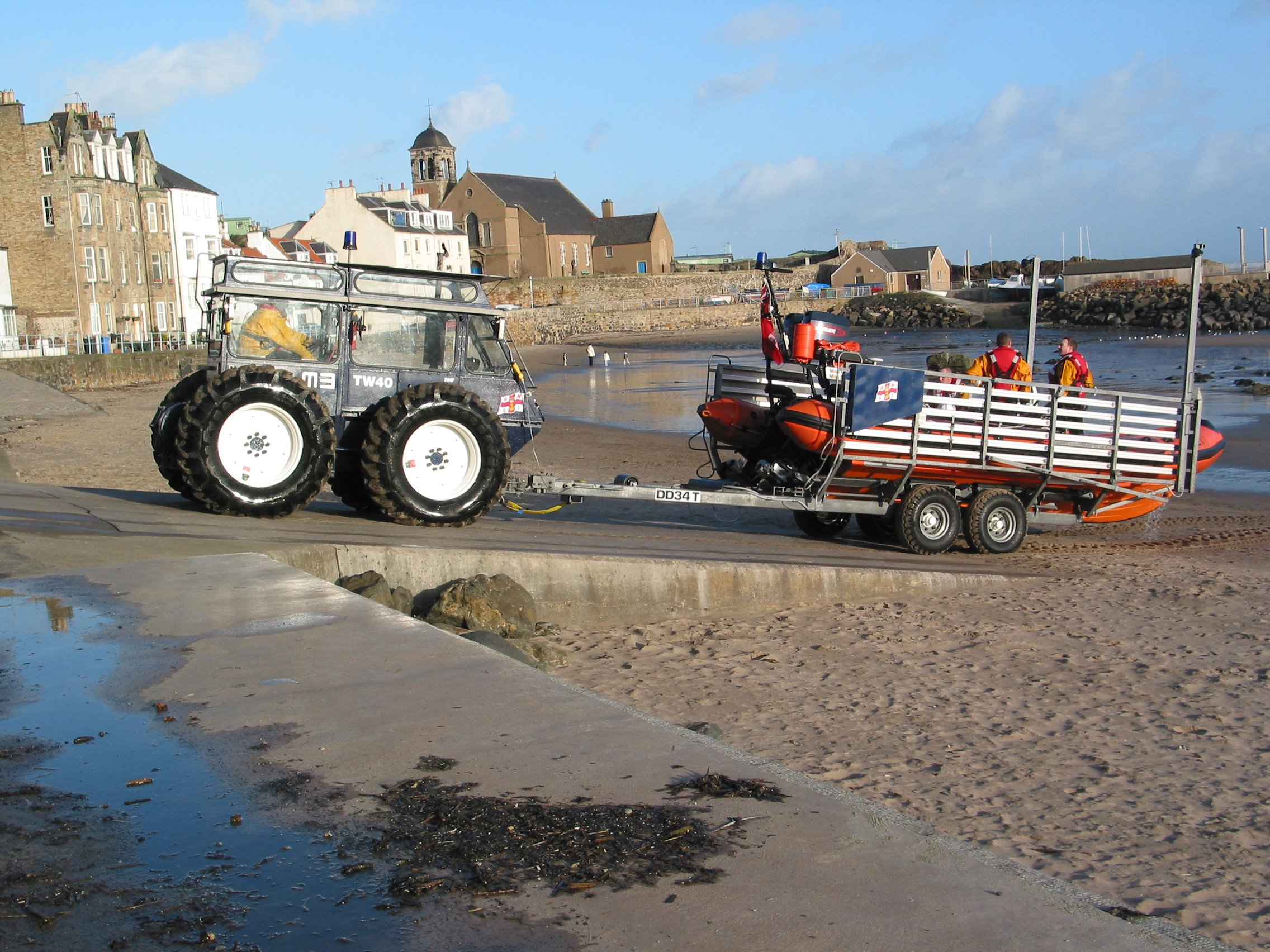
RNLI: E-class RIB-Boot mit Radschlepper für Wassereinsatz
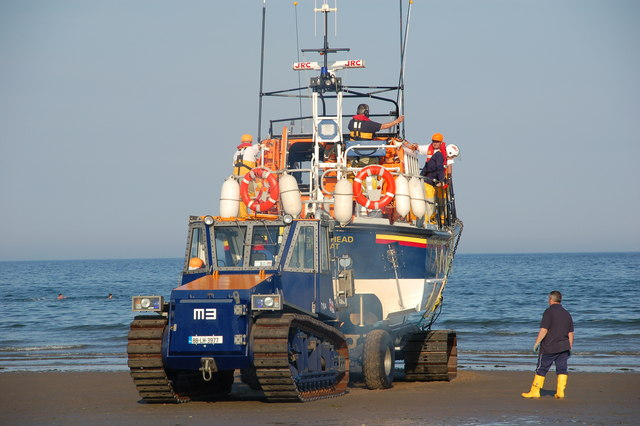
RNLI: Mersey-class auf Raupenkettenfahrzeug
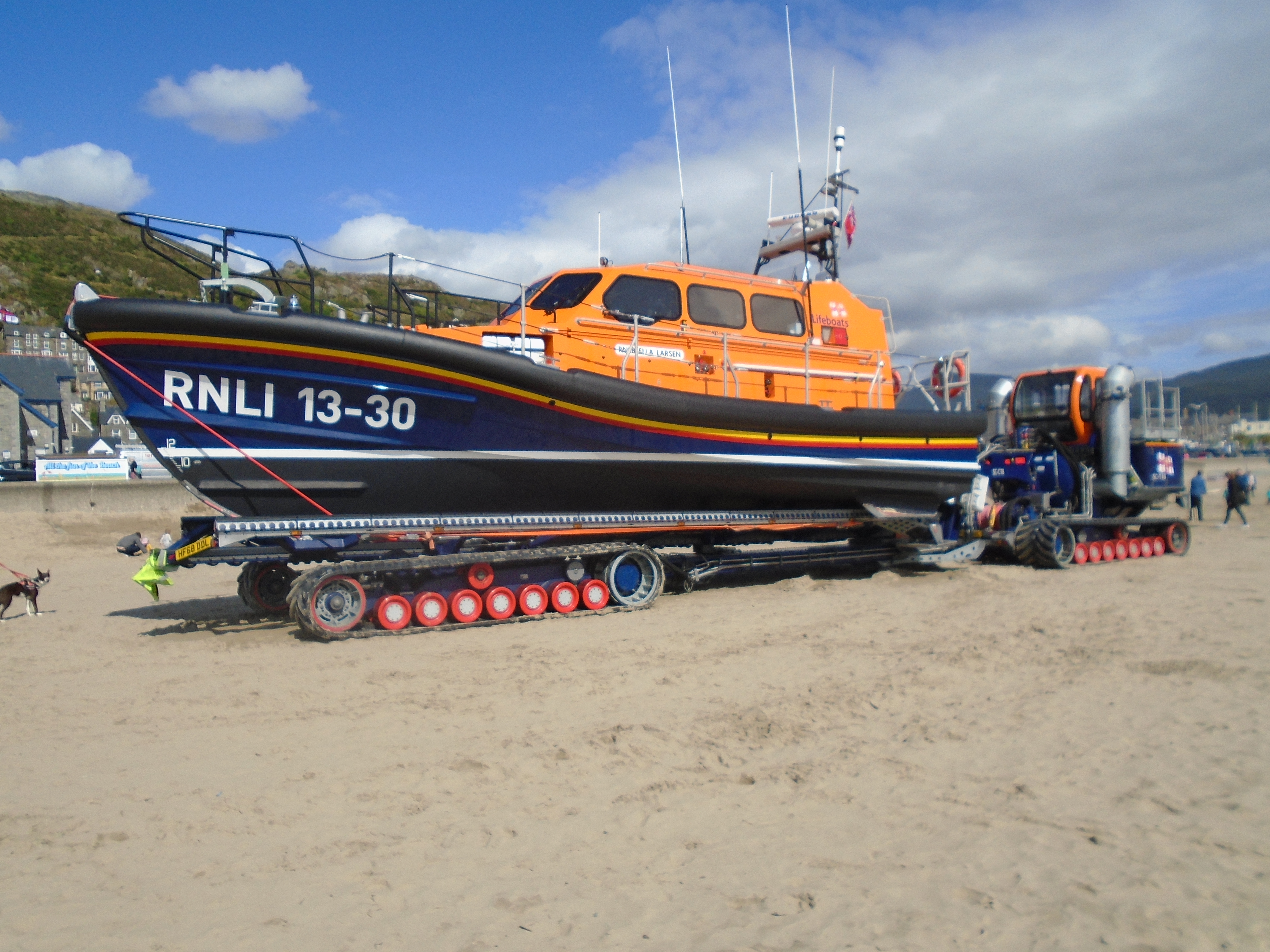
RNLI: Shannon Launch And Recovery System
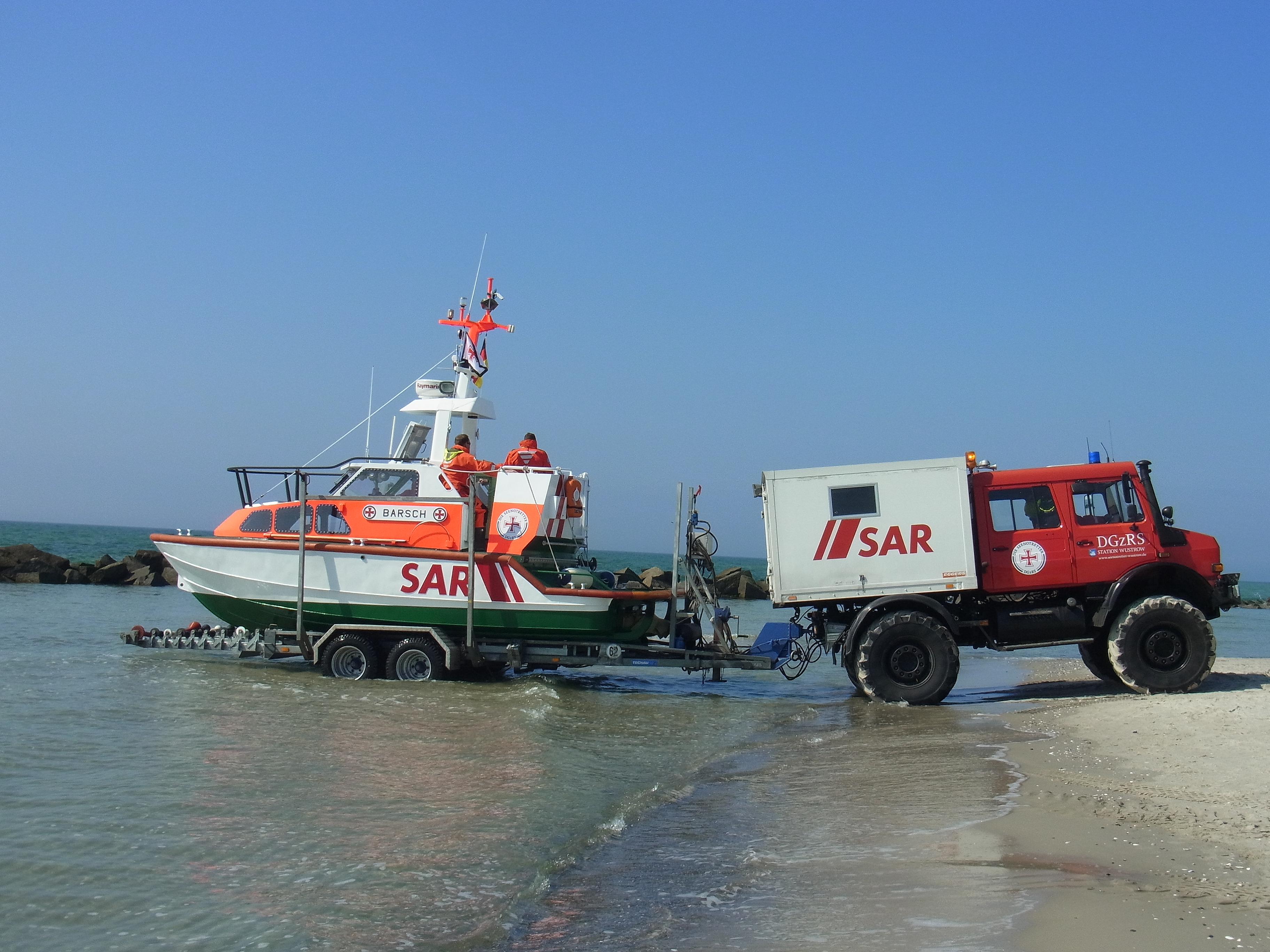
DGzRS: 7-Meter-Klasse auf Trailer

### Rettungsboote für küstenferne Einsätze

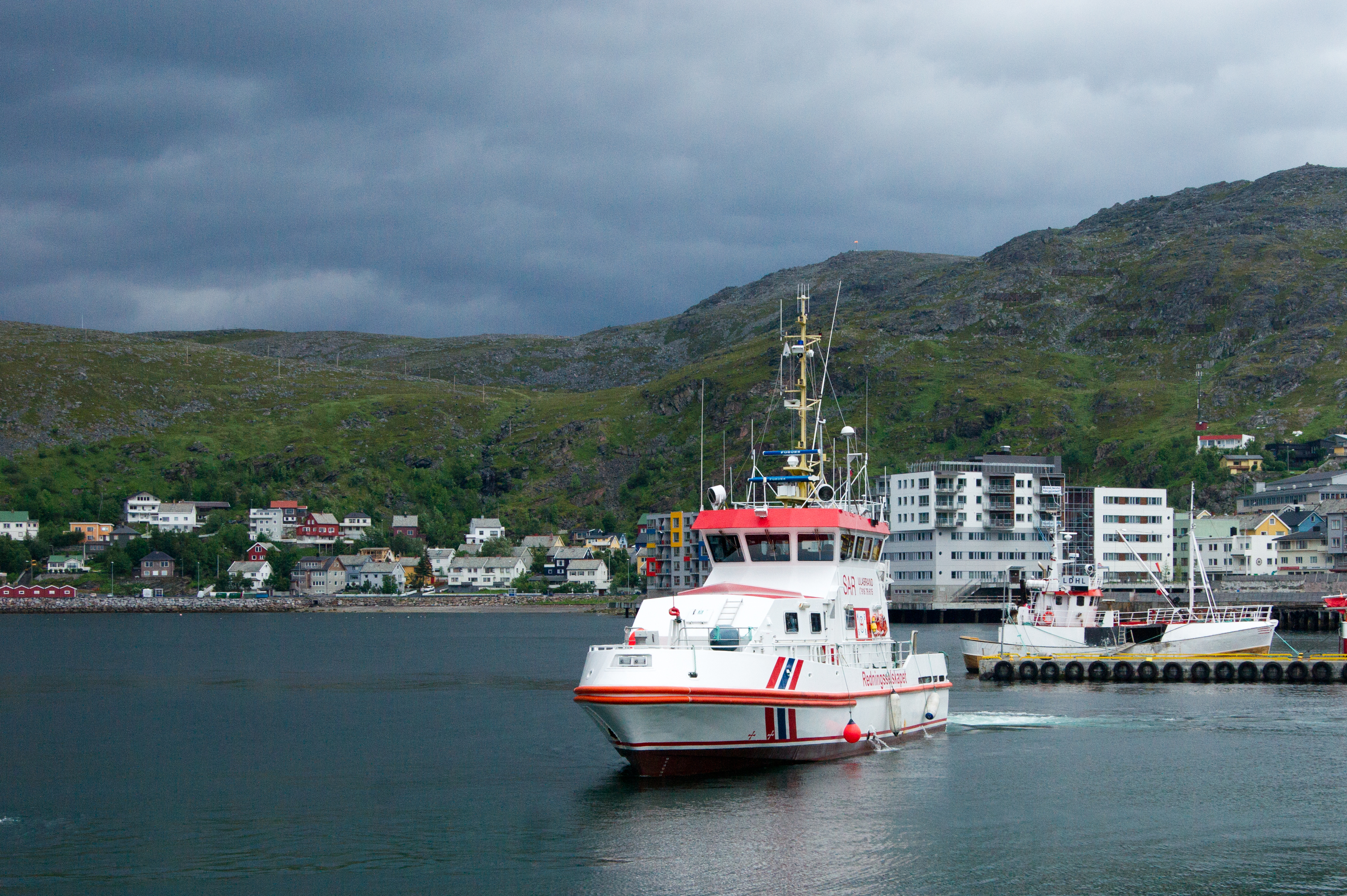
Emmy Dyvi-Klasse der Redningsselskapet

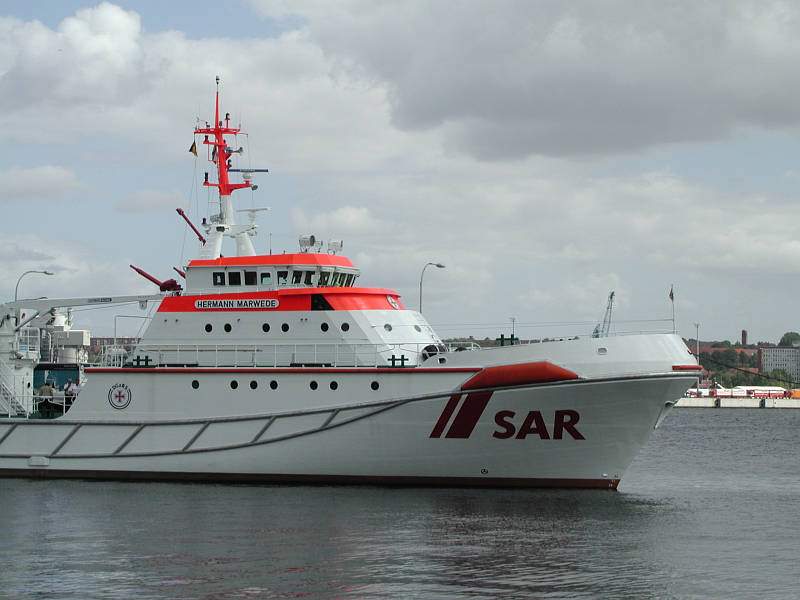
Das größte „Rettungsboot“ der Welt, die HERMANN MARWEDE

Außerhalb geschützter Gewässer kommen entsprechend ausgelegte Seenotrettungsboote der nationalen SRG zum Einsatz. Aufgrund der erforderlichen stabilen Grundkonstruktion, der besonderen Wetterfestigkeit und des relativ geringen Tiefgangs sind die Rettungsboote eine Sonderform und nicht mit anderen Schiffen vergleichbar. Besonders in Hinblick auf die Stabilität und das Aufrichtevermögen weisen sie ein sehr kleines Verhältnis der Schiffslänge zur Schiffsbreite von drei bis fünf auf – kommen also deutlich breiter daher als normale Schiffe. Durch ihre Länge von deutlich mehr als zehn Meter sind sie auf Hafeninfrastruktur angewiesen und liegen meist in der Nähe der Hafeneinfahrt vertäut, damit die Boote sofort bzw. schnell einsatzbereit sind.
Die SRB werden in enger Zusammenarbeit der nationalen SRG mit der Werftindustrie entwickelt. Durch den bilateralen oder internationalen Austausch der SRG untereinander – z. B. auf den Konferenzen der International Maritime Rescue Federation (IMRF) – findet man heute ähnliche Ausstattungsmerkmale bei allen aktuellen SRB. Die unterschiedlichen Ausführungen rühren von den nationalen Gegebenheiten her oder sind von anderen Prioritäten bestimmt. Heutzutage weisen alle modernen SRB geschlossene Aufbauten (Steuerhäuser) auf, um der Besatzung und den aufgenommenen Personen ausreichenden Schutz zu gewähren.
Die begriffliche Abgrenzung zwischen Rettungsbooten und größeren, ebenfalls im Rettungseinsatz verwendeten Schiffen ist nicht eindeutig. Das weltweit größte, explizit für die Seenotrettung konzipierte Spezialschiff ist mit 46 Metern Länge der Seenotrettungskreuzer HERMANN MARWEDE der DGzRS, stationiert auf der Insel Helgoland. Die in Serien gebauten Seenotrettungskreuzer dieser Gesellschaft haben Längen von 20 bis 28 Meter und sind damit etwas länger als die entsprechenden Fahrzeuge in anderen Ländern. Dies liegt am Konzept "Tochterboot", bei dem ein solches in einer Heckwanne mitgeführt wird. Dieses Boot mit geringem Tiefgang dient dem Einsatz in flachen Gewässern oder der Aufnahme von Personen aus dem Wasser. Andere SRG wie z. B. in den USA oder bei der KNRM bevorzugen kürzere SRB mit weniger Tiefgang bei Längen unter 20 Meter.
Eine Besonderheit sind Patrouillenboote, die vor der Küste für eine gewisse Dauer kreuzen, um bei Notfällen schneller vor Ort zu sein. Die norwegische NSSR hat dies länger praktiziert, um ihre Fischereiflotte bei den langen Fangreisen über das Nordmeer Richtung Island zu begleiten.

## Historische Boote
siehe auch: Geschichte der Seenotrettung

### Die Anfänge
Aufzeichnungen aus dem Jahr 1737 berichten von einem Rettungsdienst in China, der auf dem Jangtsekiang Rettungsboote zum Einsatz brachte(S. 16) – mithin rund 40 Jahre vor den ersten englischen Konstruktionen. Interessanterweise wendeten sie schon Techniken an, um Ertrunkene wiederzubeleben.
Die erste dokumentierte Rettungsstation befand sich 1776 in England. Trotz der langjährigen Erfahrungen mit Segelschiffen setzten die ersten Rettungsvereine auf Ruderrettungsboote. Durch die Windunabhängigkeit bei Sturm und der besseren Manövrierfähigkeit waren die aus Fischerbooten entwickelten Ruderboote den Segelbooten im Rettungsdienst überlegen. Acht bis zwölf kräftige Ruderer verliehen den Booten einen regulierbaren und verlässlichen Vortrieb. Dabei hatten sie an Bug und Heck die gleich spitz zulaufende Form, um in der Brandung richtungsunabhängig einen geringen Widerstand zu leisten und bei Rettungseinsätzen nicht wenden zu müssen. Teilweise wurden Boote auch mit Hilfsbesegelung ausgestattet, um bei langen Anfahrtswegen die Kräfte der Ruderer zu schonen(S. 20).
In Paris präsentiert 1765 der Franzose Bernières ein Rettungsboot, das luftdichte Kästen als Auftriebshilfe eingebaut hatte und daher als „unsinkbar“ bezeichnet wurde. Das Boot war wohl seiner Zeit voraus und geriet in Vergessenheit. Der eigentliche Beginn der Konstruktion von Rettungsbooten wird datiert auf das Jahr 1785, als der englische Erfinder und Wagenbauer Lionel Lukin den patentierten Umbau einer norwegischen Yawl als unsinkbares Rettungsboot vorstellte. Es enthielt mit Kork gefüllte Kammern für den Auftrieb und einen stählernen Kiel, der für höhere Stabilität sorgen sollte. Das erste speziell für den Rettungseinsatz konzipierte Boot wurde im Auftrag von Schiffszimmermann Henry Greathead gebaut und auf dem Tyne am 29. Januar 1790 getestet. Das Boot mit dem Namen Original war zwar noch nicht selbstaufrichtend galt aber als unsinkbar und war 40 Jahre in Dienst. Von diesem Typ wurden insgesamt 31 Boote gebaut, von denen acht auch exportiert wurden(S. 89-S. 93).
In den USA entwarf und baute der Erfinder Joseph Francis in den 1830er Jahren sein erstes Rettungsboot, dessen seitliche Wandungen aus geriffeltem Eisen bestanden. Diese Kannelierung hatte den gleichen Effekt wie die Klinkerbauweise der Holzboote, wodurch der Bootskörper deutlich stabiler wird. Ähnlich wie die Greathead-Boote wurden diese auch in Europa und Kanada erfolgreich eingesetzt. Die amerikanischen Skipper fanden an den Booten aber keinen Gefallen, da sie 60 % schwerer als die vorhandenen Zedernholzboote waren(S. 108).
Schon 1789 hatte William Wouldhave das Modell eines Rettungsboots präsentierte, das als Besonderheit die Eigenschaft der Selbstaufrichtung besaß. Jedoch wurde zunächst kein Boot nach seinen Vorgaben gebaut. Erst 60 Jahre später griff die RNLI seine Idee wieder auf, nachdem sie einige tragische Verluste an nicht selbstaufrichtenden Rettungsbooten hinnehmen musste. Sie fasste 1851 den Entschluss, bevorzugt ein standardisiertes RTB mit dem Prinzip der Selbstaufrichtung zu verwenden. 30 Jahre später bestand die Rettungsbootflotte in Großbritannien und Irland aus 249 selbstaufrichtenden Rettungsbooten(S.?).

### Der Umweg Dampfmaschine
Mit der Entwicklung und Verbreitung der Dampfmaschine im 19. Jahrhundert wurde die Idee entwickelt, diese Technik auch bei Rettungsbooten einzusetzen. Jedoch erst nachdem kleinere, leichtere und leistungsfähigere Maschinen entwickelt waren, ging man bei der RNLI an eine solche Konstruktion. 1890 konnte das erste Dampfrettungsboot Duke Of Northumberland in Dienst gestellt werden, dem noch fünf weitere folgten. Das Boot war 15,2 Meter lang, besaß 15 wasserdichte Abteilungen und war bis 1923 in Betrieb. Weitere dampfgetriebene Rettungsboote kamen auch in den Niederlanden, in Australien und in einigen britischen Kolonien zum Einsatz. Besonders erwähnenswert ist das Funktionsprinzip dieser Fahrzeuge. Die Dampfmaschine wirkte nicht auf eine Propellerwelle, sondern trieb eine Pumpe an, die Wasser ansaugte und durch Rohre unter der Wasserlinie wieder ausstieß; vergleichbar ist diese Technik mit dem modernen Jetantrieb. Durch entsprechende Ansteuerung dieser Rohre konnten die Boote nicht nur konventionell vor- und rückwärts, sondern auch seitlich bewegt werden. Diese Vorteile überwogen jedoch nicht die großen Nachteile dieser Antriebsart: zu schwer, zu viel Tiefgang und zu teuer im Unterhalt, da sie ständig unter Dampf gehalten werden mussten.

### Motorrettungsboote

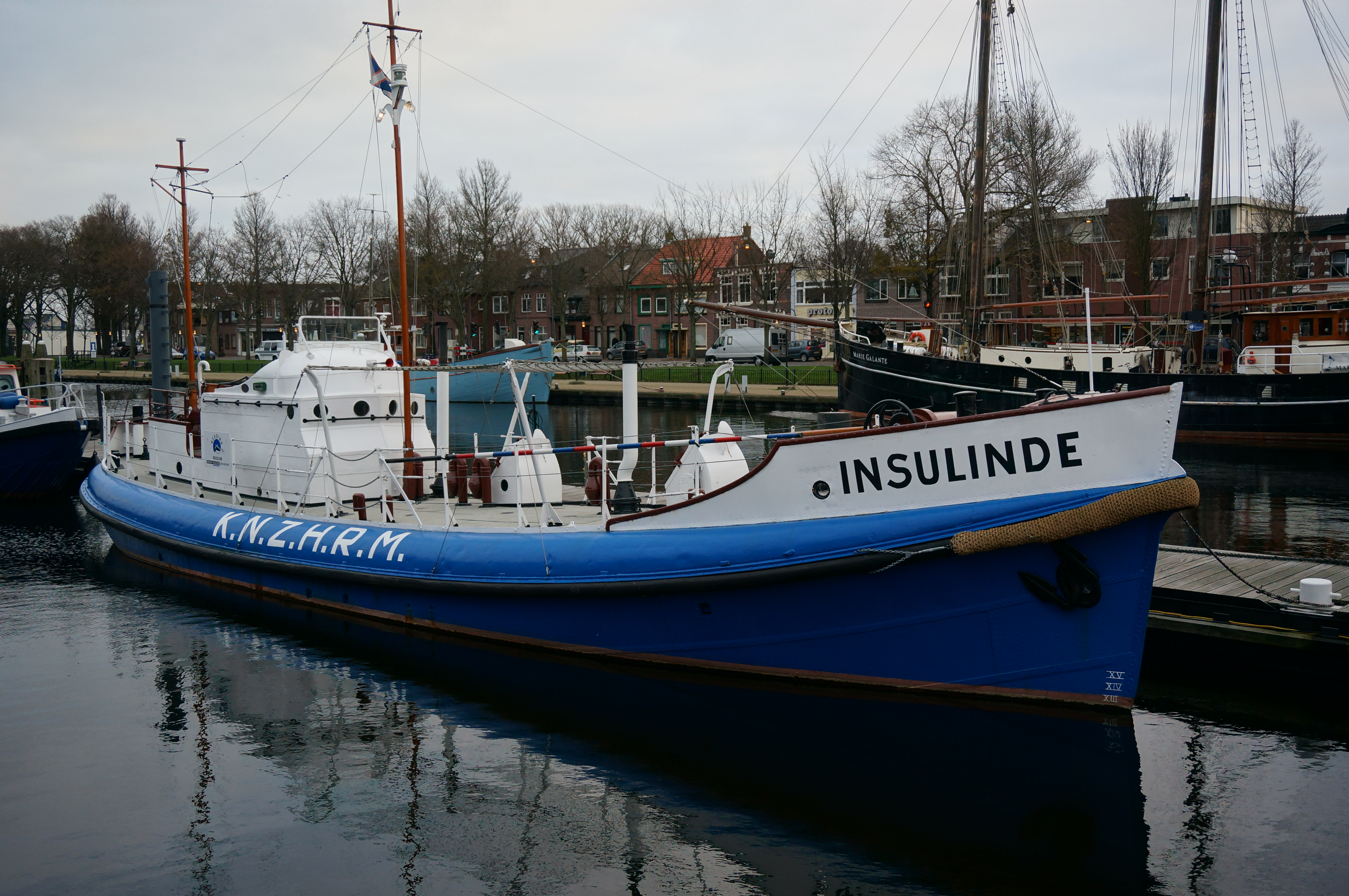
Rettungsboot INSULINDE der Niederlande

Mit dem Aufkommen der Ottomotoren stieg auch das Interesse der SRG an dieser Technik. Obwohl bereits ein Étienne Lenoir im Jahre 1861 ein mit einem Petroleummotor betriebenes Boot konstruiert hatte, kam der Durchbruch auf diesem Gebiet erst mit den Entwicklungen Gottlieb Daimlers. 1886 baute Daimler einen Ottomotor in ein Boot ein, der deutlich kleiner war und geringeren Betriebs- und Wartungsaufwand benötigte. Jedoch waren die ersten Motoren zunächst nicht leistungsstark genug für die Verwendung in Rettungsbooten.
In den aufstrebenden USA ging die Entwicklung von Benzinmotoren schneller voran als in Europa. Als erste Gesellschaft wagte sich der US-amerikanische Küstenrettungsdienst daran, ein Boot mit einem Ottomotor auszustatten. Der vorgestellte Prototyp hatte viele Eigenschaften, die seiner Zeit weit voraus waren und erst viel später zum Standard werden sollten. Er hatte zwei Antriebswellen mit eigenen Schrauben, die noch durch einen einzigen Motor angetrieben wurden. Der Motor selber lag in einem abgeschlossenen und luftdichten Raum (Compartment) im Heck des Bootes, wobei alle Bedien- und Überwachungselemente nach außen geführt waren. Dadurch konnten alle Eingriffe zur Motorsteuerung von dem offenen Cockpit aus vorgenommen werden. Die nötige Luft zog der Motor über ein Ventil durch eine Luftansaugleitung, die vor dem Motorschott nach oben gezogen war und auf Deckshöhe endete. Durch diese Konstruktion sollte bei Kenterung kein Wasser angesaugt werden. Die Propeller lagen zwar nicht in einem Tunnel, wie es später eingeführt wurde, aber sie hatten einen Schutzkäfig gegen Grundberührungen. Die Propellerblätter waren austauschbar und über ein Rad im Cockpit schon verstellbar(S. 123). Nach positiven Erfahrungen folgten ab 1904 weitere Nachrüstungen von Ruderrettungsbooten mit Benzinmotoren und bald auch erste Neubauten von Motorrettungsbooten. Im Jahre 1915 verfügte der Seenotrettungsdienst der USA bereits über 230 motorgetriebene Einheiten. Im Gegensatz zu den europäischen Organisationen sah man den Motor als das primäre Antriebsorgan für ein RTB an und Segel waren nur als Ersatz bei Ausfall des Motors vorgesehen.
Die europäischen SRG wagten den Schritt zur Motorisierung ihrer Rettungsboote nur sehr zaghaft und betrachteten die Motoren nur als Hilfsantrieb neben der Besegelung. Auch bestanden starke Zweifel an der Zuverlässigkeit, da die neue Technik zu Ausfällen neigte bzw. die Motoren schlecht starteten. Daher waren beispielsweise in England 1918 nur 19 MRB im Einsatz und damit nur 1/16 der gesamten Flotte. Die Einstellung dazu änderte sich erst in den 1920er Jahren mit der Weiterentwicklung der Dieselmotoren. Der Wegfall des Kompressors reduzierte das Gewicht und der Selbstzünder zeigte eine größere Zuverlässigkeit. So wurde bei der DGzRS 1928 der Beschluss gefasst, nur noch diesen Motortyp in die Boote einzubauen.
Einen weiteren Meilenstein setzte die Konstruktion der INSULINDE, die als radikale Abkehr vom traditionellen Bootsbau angesehen wurde. Das 1927 für die niederländische NZHRM (Vorgängerin der KNRM) gebaute Boot war das erste große selbstaufrichtende MRB in Stahlbauweise. Mit Hilfe seiner Kipptanks konnte sich das Schiff nach einer Kenterung wieder von selbst in die aufrechte Schiffslage mit Kiel unten bringen. Sie hatte eine Bodenkonstruktion mit Tunneln für die Antriebsstränge und vollständig separate Räume für die beiden Dieselmotoren. Erstmals kam ein Walfischdeck zur Ausführung, damit übergenommenes Wasser schnell wieder abgeführt werden konnte, eine Eigenschaft, die von der DGzRS erst später mit den Rettungskreuzern aufgegriffen wurde. Diese Form und das viele Ballastgewicht brachten der INSULINDE den Spitznamen „Ballastflasche“ ein.(S. 135)
Anfang der 1950er Jahre machte sich die DGzRS zum Protagonisten eines ganz neuen Typs von Rettungsboot und präsentierte die Grundlagen für ein hochseegängiges Motorrettungsboot der Zukunft. Sie wollte dem absehbaren Wandel im Seeverkehr zu immer größeren Schiffen und Schifffahrtswegen weitab von den Küsten Rechnung tragen und dabei den technische Fortschritt im Schiffsbau und der Motorenentwicklung berücksichtigen. Im Vergleich zu den vorhandenen MRB sollte ein solches Boot folgende Eigenschaften aufweisen:
- unbegrenzte Seetüchtigkeit auch bei extrem schlechtem Wetter
- mindestens die doppelte Geschwindigkeit der bisherigen Boote
- Einsatz sowohl in tiefen als auch flachen See- und Küstengewässern

Die 1957 in Dienst gestellte THEODOR HEUSS war seinerzeit ein viel beachteter, innovativer Schiffstyp, dessen Eigenschaften von anderen SRG erst später übernommen wurden. Um Einsätze in den flachen Teilen der Nord- und Ostsee zu ermöglichen, hatte das neue Schiff erstmals ein Tochterboot an Bord.

## Anforderungen und Konstruktionskriterien

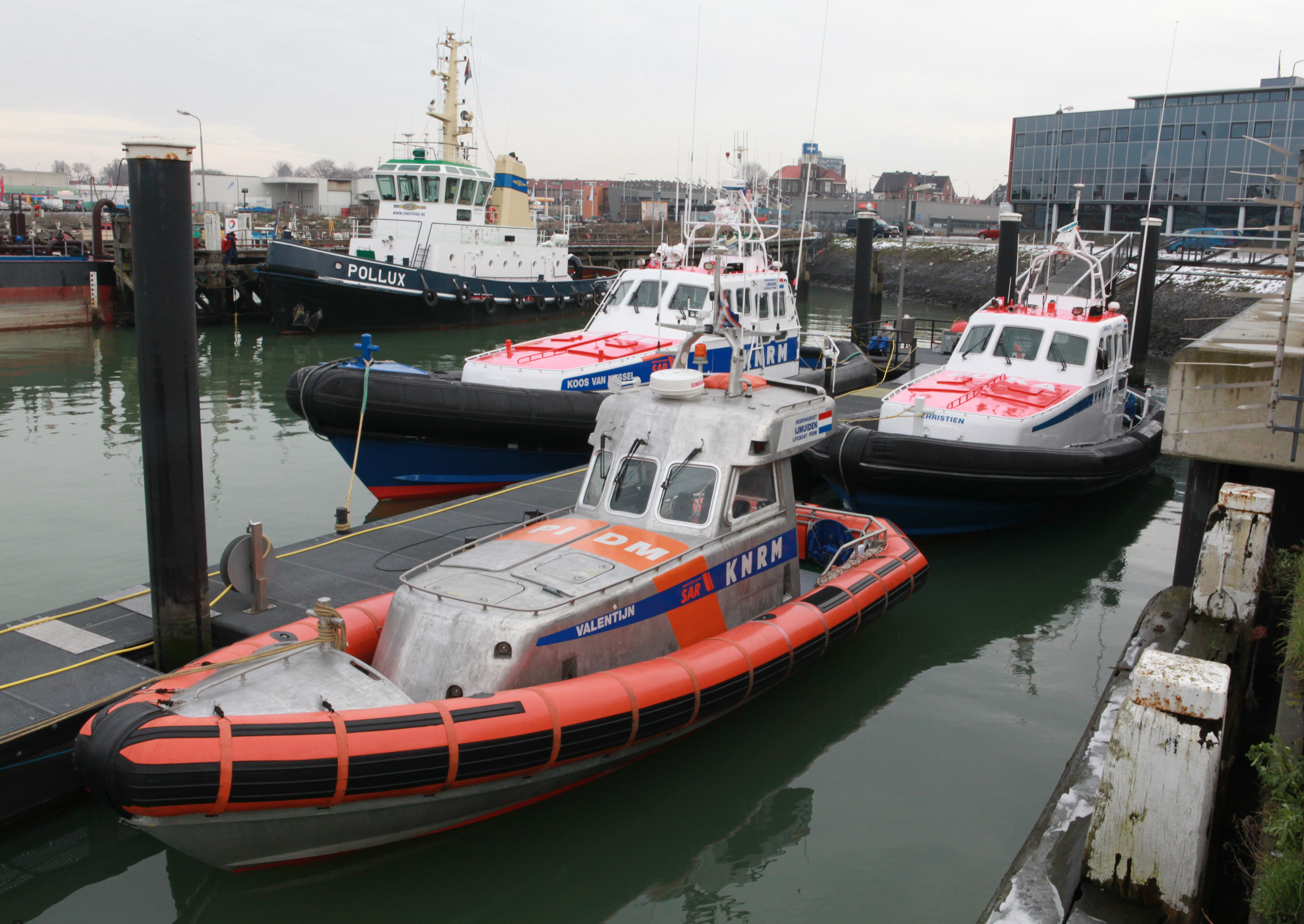
Die 3 Typen Rettungsboote der KNRM

Der pensionierte Marineoffizier Hendrik De Booy war lange Zeit der Vorstand der niederländischen NZHRM und befasste sich in den 1920er Jahren ausgiebig mit dem Entwurf von Rettungsbooten. Auf einer der IMRF-Konferenzen sprach er über den alten Grundsatz zum Entwurf von Rettungsbooten:(S. 135):

„Die Konstruktion eines Bootes muss sich nach den Gegebenheiten richten, für die es vorgesehen ist; sind die Gegebenheiten anders, muss auch das Boot anders aussehen.“

Daher variieren die Rettungsboote in Bauart, Größe, Ausstattung und Antriebskonzept je nach dem Einsatzzweck und den nationalen Einsatzgebieten. Die WRG stellen dazu Anforderungsprofile auf, um den für sie optimalen Bootstyp zu erhalten. Besonders die SRG haben daran einen hohen Anteil an diesen Anforderungen, da sie auch die Tiefwassergebiete der Meere außerhalb des Küstenbereichs abdecken müssen. Eine Standardisierung, wie sie nicht nur aus Kostengründen vorteilhaft wäre, ist nur zeitlich begrenzt möglich, weil sie nur unter großen Umständen alle Einsatzzwecke abdecken können. Am ehesten sind bei der Inneneinrichtung und der Ausrüstung Standards herzustellen, sodass beispielsweise die Kommunikationseinrichtungen untereinander austauschbar sind. Auch bei den Motoren ist dies vorstellbar, wenn das kleine RTB nur einen Motor der größeren Klasse besitzt. Am weitesten in Standardisierung ist die amerikanische USCG, die einen einzelnen Typ entwirft und dann über Jahre baut und in Dienst stellt. Derzeit ist das 47-Fuß Motorrettungsboot das Standardboot mit 227 Exemplaren. Es wird nur ergänzt durch das schnelle Response-Boot, um mit seiner maximalen Geschwindigkeit von 42 Knoten rasch an den Notfallort zu gelangen. Auch die niederländische KNRM betreibt nur drei Typen für den Einsatz auf der Nordsee. Im Gegensatz dazu betreibt die norwegische NSSR eine große Vielfalt mit derzeit 11 Typen. Zumeist ist dies der laufenden Erneuerung und Verbesserung der Flotte geschuldet. Die deutsche DGzRS hat langfristig vier Typen im Einsatz, von denen zwei einzelne Großschiffe sind. Als Ersatzfahrzeuge bei Werftaufenthalten dienen häufig ältere Klassenschiffe.
Folgende Eigenschaften werden als wichtig erachtet, um im Notfall schnelle Hilfe vor Ort zu bringen:
- bei jedem Wetter und Seegang unbegrenzt einsatzfähig
- große Schnelligkeit und  hohe Reichweite
- unsinkbar und selbstaufrichtend
- sicheres Antriebssystem
- hohe Stabilität des Schiffsrumpfs
- größtmögliche Sicherheit der Besatzung
- geschützte Unterbringung von geretteten Personen
- geringer Tiefgang zum problemlosen Einsatz in Flachwassergebieten

Allgemein sind die Schiffsgrößen in den letzten Jahren gewachsen, zumindest in den Abmessungen der Aufbauten. Die hohe erzielbare Geschwindigkeit erfordert stärkere und dadurch größere Motoren. Zur Vergrößerung der Reichweite über die 50-Meilen-Grenze hinaus bzw. für Fahrzeiten über einen Tag müssen größere Tankkapazitäten geschaffen werden. Auch die Verbesserung des Komforts für die Besatzung bei längerer Aufenthaltszeit an Bord und die Unterbringungsmöglichkeiten von Geretteten unter Deck führen zu größeren Abmessungen.

## Liste hochseetauglicher Rettungseinheiten
Auswahl von aktuellen Rettungsbooten mit Bauzeit seit 2000:
| Gesellschaft Land           | Bootsklasse Besatzung      | Anz. Boote Bauzeitraum | Länge Breite Tiefgang | Verdrängung (Material)     | Motoren Antrieb             | Reichweite bei (Geschwindigkeit) | Foto | Bemerkungen Personenrettung |
| --------------------------- | -------------------------- | ---------------------- | --------------------- | -------------------------- | --------------------------- | -------------------------------- | ---- | --------------------------- |
| DGzRS Deutschland           | 46-Meter-Klasse 7 FA       | 1 Boot 2003            | 46,0 m 10,66 m 2,80 m | 404 t BRZ: 300 (Aluminium) | 3 Motoren 9.250 PS F-P      | 920 sm (25 kn) 2100 sm (15 kn)   |      | (Einzelstück) Tochterboot   |
| DGzRS Deutschland           | 36,5-Meter-Klasse 5 FA     | 1 Boot 2012            | 36,45 m 7,80 m 2,70 m | 220 t BRZ: (Aluminium)     | 3 Motoren 6.508 PS F-P      | 900 sm (25 kn) 1400 sm (17 kn)   |      | (Einzelstück) Tochterboot   |
| DGzRS Deutschland           | 28-Meter-Klasse 4 FA       | 3 Boote 2012–2017      | 27,90 m 6,20 m 1,95 m | 120 t BRZ: (Aluminium)     | 2 Motoren 3.916 PS F-P      | 600 sm (24 kn) 800 sm ( kn)      |      | Tochterboot                 |
| KNRM Niederlande            | Damen SAR 1906 1 FA + 5 FW | 1 Boot 2014            | 19,30 m 6,55 m 1,10 m | 33,6t BRZ: (Alu/Composite) | 2 Motoren 2.434 PS W-J      | 300 sm (31 kn)                   |      | (Prototyp) Heckklappe       |
| KNRM Niederlande            | Arie-Visser 1 FA + 5 FW    | 10 Boote 1999–2009     | 18,80 m 6,10 m 1,03 m | 27,4 t BRZ: (Aluminium)    | 2 Motoren 2.000 PS W-J      | 500 sm (34 kn)                   |      | Heckklappe                  |
| VLOOT Belgien               | ORC R6-Orca 3–6 Personen   | 1 Boot 2014            | 19,60 m 6,14 m 0,95 m | ? t BRZ: 46 (Composite)    | 2 Motoren 1.770 PS W-J      | 25 Knoten RW: ? sm               |      | Heckplattform               |
| RNLI Vereinigtes Königreich | Shannon-Klasse 6 FW        | 26 Boote 2013–         | 13,60 m 4,54 m 0,75 m | 15 t BRZ: (Composite)      | 2 Motoren 1.300 PS W-J      | 25 Knoten RW: 250 sm             |      | ?                           |
| RNLI Vereinigtes Königreich | Tamar-Klasse 7 FW          | 27 Boote 2000–2013     | 16,00 m 5,00 m 1,35 m | 32,5 t BRZ: (Composite)    | 2 Motoren 2.000 PS Schraube | 25 Knoten RW: 250 sm             |      | Schlauchboot                |
| RNLI Vereinigtes Königreich | Severn-Klasse 6 FW         | 44 Boote 1992–2005     | 17,00 m 5,50 m 1,38 m | 40 t BRZ: (Composite)      | 2 Motoren 2.500 PS F-P      | 25 Knoten RW: 250 sm             |      | Schlauchboot                |
| RNLI Vereinigtes Königreich | Trent-Klasse 6 FW          | 37 Boote 1991–2005     | 14,26 m 4,90 m 1,30 m | 27,5 t BRZ: (Composite)    | 2 Motoren 1.640 PS F-P      | 25 Knoten 250 sm (25 kn)         |      | Schlauchboot                |
| NSSR Norwegen               | Ulstein-Klasse 3 FA        | 3 Boote 2015–          | 22,0 m 6,26 m 1,2 m   | 54 t BRZ: (Aluminium)      | 2 Motoren 3.320 PS W-J      | 38 Knoten 600 sm                 |      | Rescuerunner                |
| NSSR Norwegen               | P.C.G. Sundt-Klasse 3 FA   | 7 Boote 2007–          | 17,0 m 6,26 m 1,2 m   | 27,8 t BRZ: (Aluminium)    | 2 Motoren 2.000 PS W-J      | 42 Knoten 400 sm                 |      | Rescuerunner                |
| NSSR Norwegen               | Fosen-Klasse 3 FA          | 6 Boote 2003–          | 26,7 m 6,38 m 2,1 m   | 95 t BRZ: (Aluminium)      | 2 Motoren 4.000 PS V-P      | 29 Knoten 600 sm                 |      |                             |
| USCG Vereinigte Staaten     | 47-Fuss-MLB-Klasse 4 FA    | 227 Boote 1997–        | 14,6 m 4,27 m 1,37 m  | 18 t BRZ: (Aluminium)      | 2 Motoren 870 PS F-P        | 25 Knoten 200 sm                 |      |                             |
| MSPiR Polen                 | SAR-3000-Klasse ? Pers     | 3 Boote 2010–2012      | 36,9 m 8,1 m 1,1 m    | ? t BRZ 276 (Aluminium)    | 2 Motoren 6.690 PS F-P      | 24 Knoten ? sm                   |      |                             |

Abkürzungen : FA = Festangestellte | FW = Freiwillige | W-J = Waterjet | F-P = Festpropeller | V-P = Verstellpropeller